# San Giuseppe
Giuseppe (in ebraico יוֹסֵף‎?, Yosef; in greco antico: Ιωσηφ?, Iōsēph; in latino Ioseph; I secolo a.C. – Nazareth, I secolo), secondo il Nuovo Testamento, è lo sposo di Maria e il padre putativo di Gesù.
Definito nel Vangelo secondo Matteo come uomo giusto, è venerato come santo dalla Chiesa cattolica e dalla Chiesa ortodossa e fu dichiarato patrono della Chiesa cattolica dal beato Pio IX l'8 dicembre 1870. Gesù, Maria e Giuseppe compongono la Sacra Famiglia.

## Agiografia

### Padre putativo

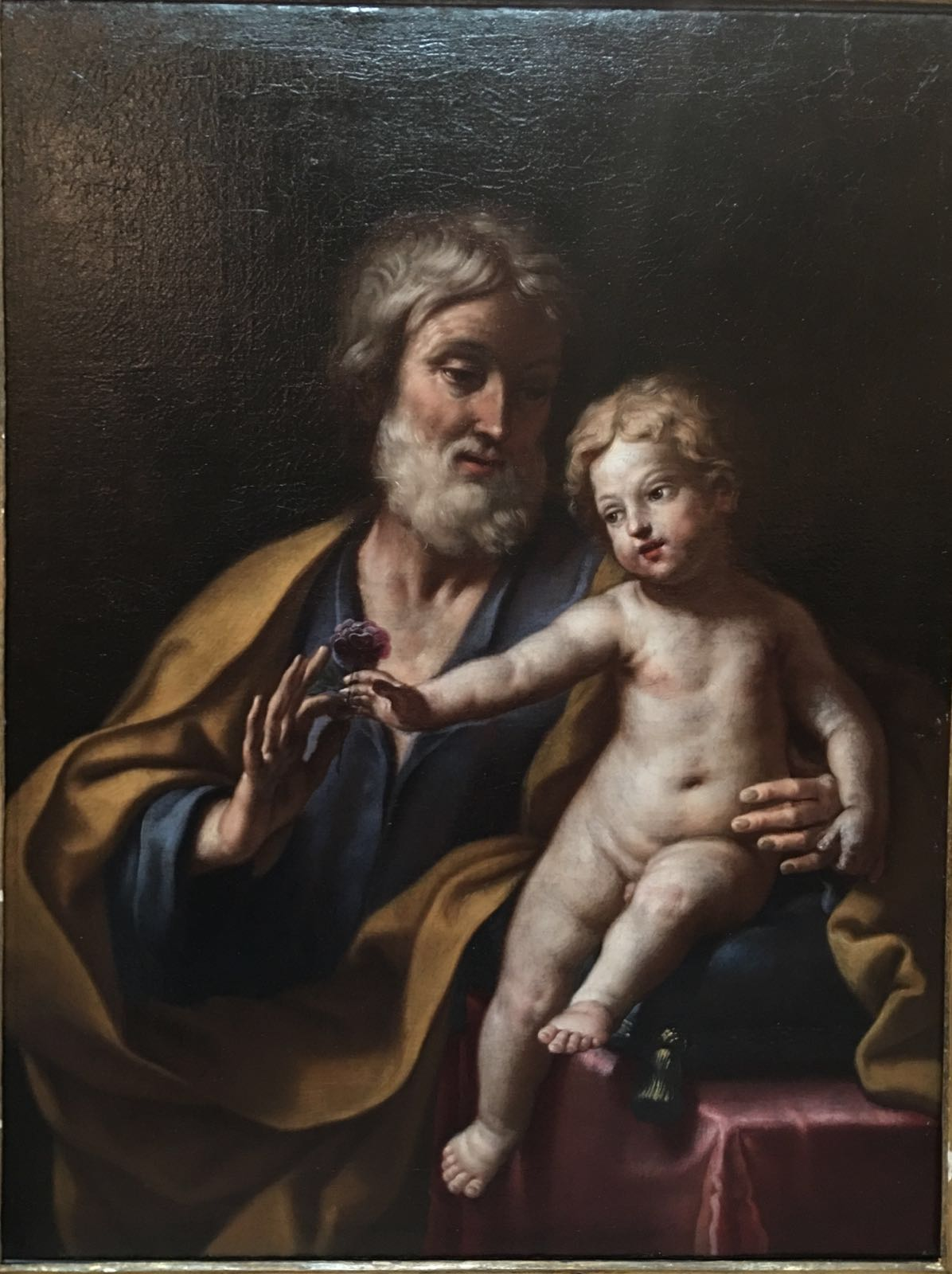
Elisabetta Sirani (Bologna 1638-1665), San Giuseppe col bambino Gesù, c. 1662.

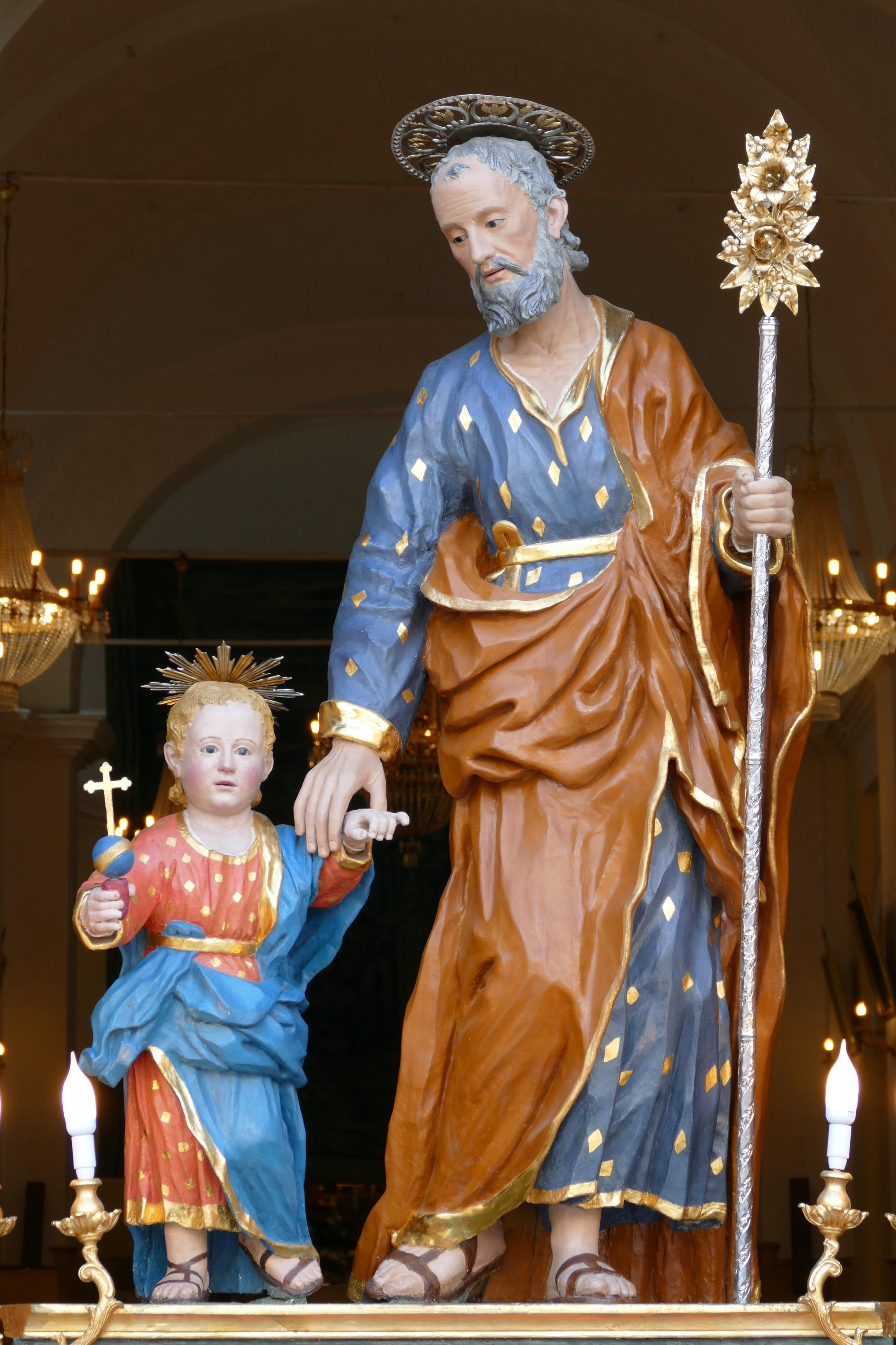
San Giuseppe, opera lignea di autore ignoto del 1738, Catenanuova, Chiesa Madre.

I Vangeli e la dottrina cristiana affermano che il vero padre di Gesù è Dio: Maria lo concepì miracolosamente per intervento dello Spirito Santo (Vangeli secondo Matteo, Luca, Giovanni), senza aver avuto unione di carne con il suo promesso sposo Giuseppe, che, inizialmente intenzionato a ripudiarla in segreto, fu messo al corrente di quanto era accaduto da un angelo apparsogli in sogno e accettò di sposarla e di riconoscere legalmente Gesù come proprio figlio. Perciò la tradizione lo chiama "padre putativo" di Gesù (dal latino puto, "credo"), cioè colui "che era creduto" suo padre (sulla scorta di Luca 3,23).

### Professione
In Matteo 13,55 la professione di Giuseppe viene nominata quando si dice che Gesù era figlio di un téktōn. Il termine greco téktōn è stato interpretato in vari modi. Si tratta di un titolo generico, che non si limitava a indicare i semplici lavori di un falegname, ma veniva usato per operatori impegnati in attività economiche legate all'edilizia, in cui si esercitava piuttosto un mestiere con materiale pesante, che manteneva la durezza anche durante la lavorazione, per esempio legno o pietra. Accanto alla traduzione - accettata dalla maggior parte dagli studiosi - di téktōn come carpentiere, alcuni hanno voluto accostare quella di scalpellino. Qualche studioso ha ipotizzato che non avesse una semplice bottega artigiana, ma un'attività imprenditoriale legata alle costruzioni, dunque in senso stretto non doveva appartenere a una famiglia povera.
Secondo alcuni vangeli apocrifi, Maria sarebbe stata figlia di Anna e del ricco Gioacchino; questa interpretazione sulla professione imprenditoriale di Giuseppe meglio si concilia con la condizione economica benestante della sua promessa sposa (rispetto ad avere due genitori di Gesù entrambi discendenti di re Davide, ma con Giuseppe di modeste origini).
Tra gli ebrei dell'epoca, i bambini a cinque anni incominciavano l'istruzione religiosa e l'apprendimento del mestiere del padre; quindi è ipotizzabile che Gesù a propria volta praticò in gioventù il mestiere di falegname. Il primo evangelista a usare questo titolo per Gesù è stato Marco, che definisce Gesù un téktōn in occasione di una visita a Nazareth, osservando che i concittadini ironicamente si chiedono: "Non è costui il téktōn, il figlio di Maria?". Matteo riprende il racconto di Marco, ma con una variante: "Non è egli (Gesù) il figlio del téktōn?". Com'è evidente, qui è Giuseppe a essere iscritto a questa professione.
Nei tempi antichi, i Padri latini della Chiesa hanno però tradotto il termine greco di téktōn con falegname, dimenticando forse che nella Palestina di allora il legno non serviva soltanto per approntare aratri e mobili vari, ma veniva usato come materiale per costruire case e qualsiasi edificio. Infatti, oltre ai serramenti in legno, i tetti a terrazza delle case israelite erano allestiti con travi connesse tra loro con rami, argilla, fango e terra pressata, tant'è vero che il Salmo 129 descrive come sui tetti crescesse l'erba.
Secondo i Vangeli, Giuseppe esercitò la sua professione a Nazareth, dove viveva con la famiglia. Potrebbe avere lavorato per qualche tempo anche a Cafarnao; a sostegno di questa ipotesi viene citato un passo del Vangelo secondo Giovanni, in cui Gesù predica nella sinagoga di Cafarnao e i suoi oppositori dicono di lui che è il figlio di Giuseppe (Gv6,41-59), cosa che dimostrerebbe che essi conoscevano Giuseppe. Alcuni studiosi ipotizzano che potrebbe avere lavorato per un certo periodo, probabilmente insieme con Gesù, anche a Zippori, importante città situata a pochi chilometri da Nazaret.

### Origini e sposalizio con Maria

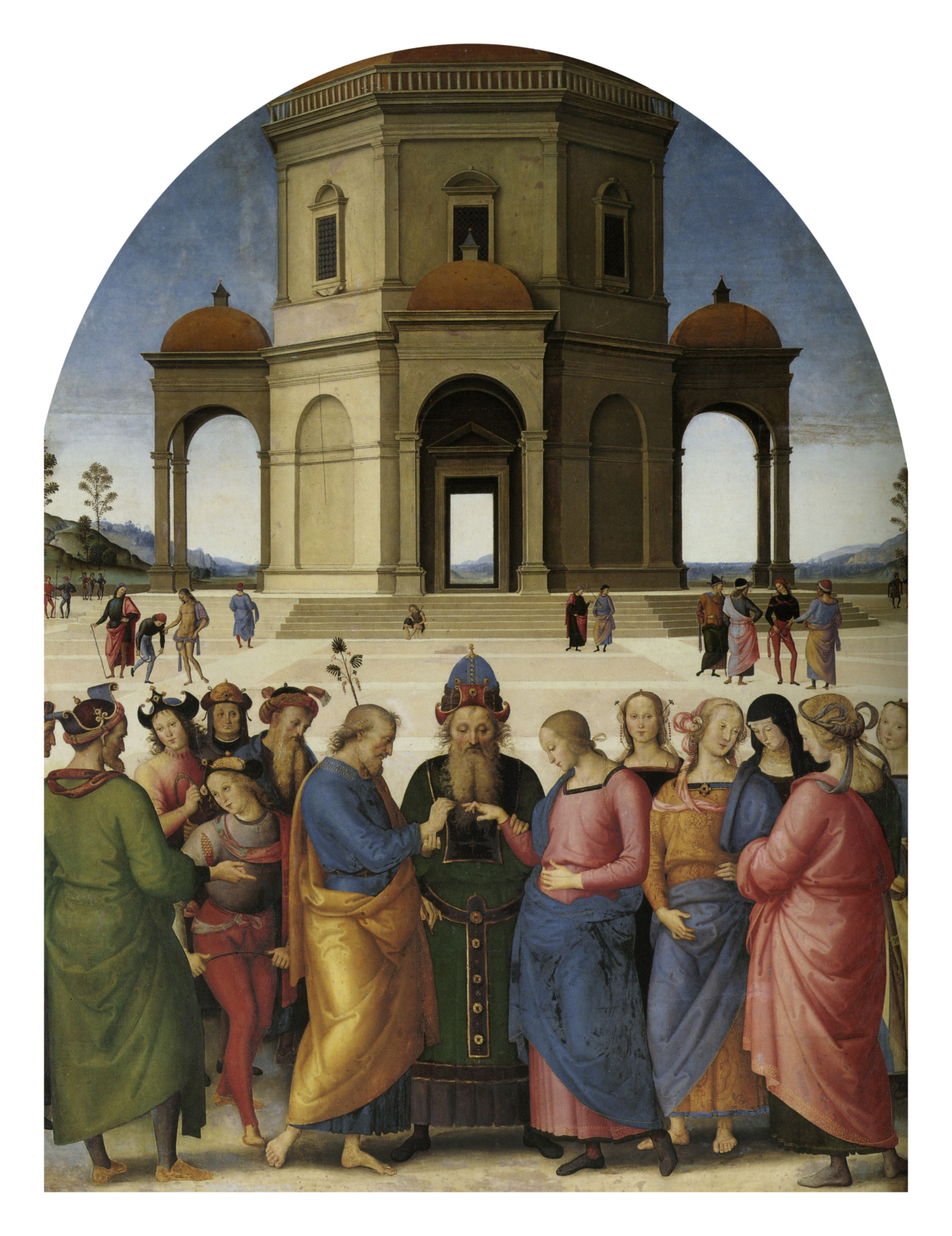
Perugino, Sposalizio della Vergine

Le notizie dei Vangeli canonici su san Giuseppe sono molto scarne. Parlano di lui Matteo e Luca: essi ci dicono che Giuseppe era un discendente del re Davide e abitava nella piccola città di Nazareth.
Le versioni dei due evangelisti divergono nell'elencare la genealogia di Gesù, compreso chi fosse il padre di Giuseppe:
- Luca 3,23-38[11]: Gesù quando incominciò il suo ministero aveva circa trent'anni ed era figlio, come si credeva, di Giuseppe, figlio di Eli
- Matteo 1,1-16[12]: Giacobbe generò Giuseppe, lo sposo di Maria, dalla quale è nato Gesù chiamato Cristo.

Secondo la tradizione dei Vangeli apocrifi, in particolar modo il Protovangelo di Giacomo (II secolo), Giuseppe, discendente dalla famiglia di David e originario di Betlemme, prima del matrimonio con Maria si sposò con una donna che gli diede sei figli: quattro maschi (Giuda, Giuseppe, Giacomo e Simeone) e due femmine (Lisia e Lidia). Rimase però ben presto vedovo e con i figli a carico. Gli apocrifi cercavano in tal modo di giustificare la presenza di fratelli di Gesù nei Vangeli. La Chiesa ortodossa accoglie questa tradizione (come ben mostrato nei mosaici della chiesa di San Salvatore in Chora a Costantinopoli), mentre la Chiesa cattolica rifiuta questa interpretazione e sostiene che si trattasse di cugini o altri parenti stretti (in greco antico vi sono due termini distinti: adelfòi, fratelli e sìnghnetoi, cugini, ma in ebraico e in aramaico una sola parola, ah, è usata per indicare sia fratelli sia cugini.)
Seguendo ancora la tradizione apocrifa, Giuseppe, già in età avanzata, si unì ad altri celibi della Palestina, tutti discendenti di Davide, richiamati da alcuni banditori provenienti da Gerusalemme. Il sacerdote Zaccaria aveva infatti ordinato che fossero convocati tutti i figli di stirpe reale per sposare la giovane Maria, futura madre di Gesù, allora dodicenne, che era vissuta per nove anni nel tempio. Per indicazione divina, questi celibi avrebbero condotto all'altare il loro bastone e Dio stesso ne avrebbe poi fatto fiorire uno, scegliendo così il prescelto.
Zaccaria entrato nel tempio chiese responso nella preghiera, poi restituì i bastoni ai legittimi proprietari; l'ultimo era quello di Giuseppe, era in fiore e da esso uscì una colomba che si pose sul suo capo. Giuseppe si schermì, facendo presente la differenza d'età, ma il sacerdote lo ammonì a non disubbidire alla volontà di Dio. Allora questi, pieno di timore, prese Maria in custodia nella propria casa.

### Il dubbio dinanzi alla gravidanza di Maria

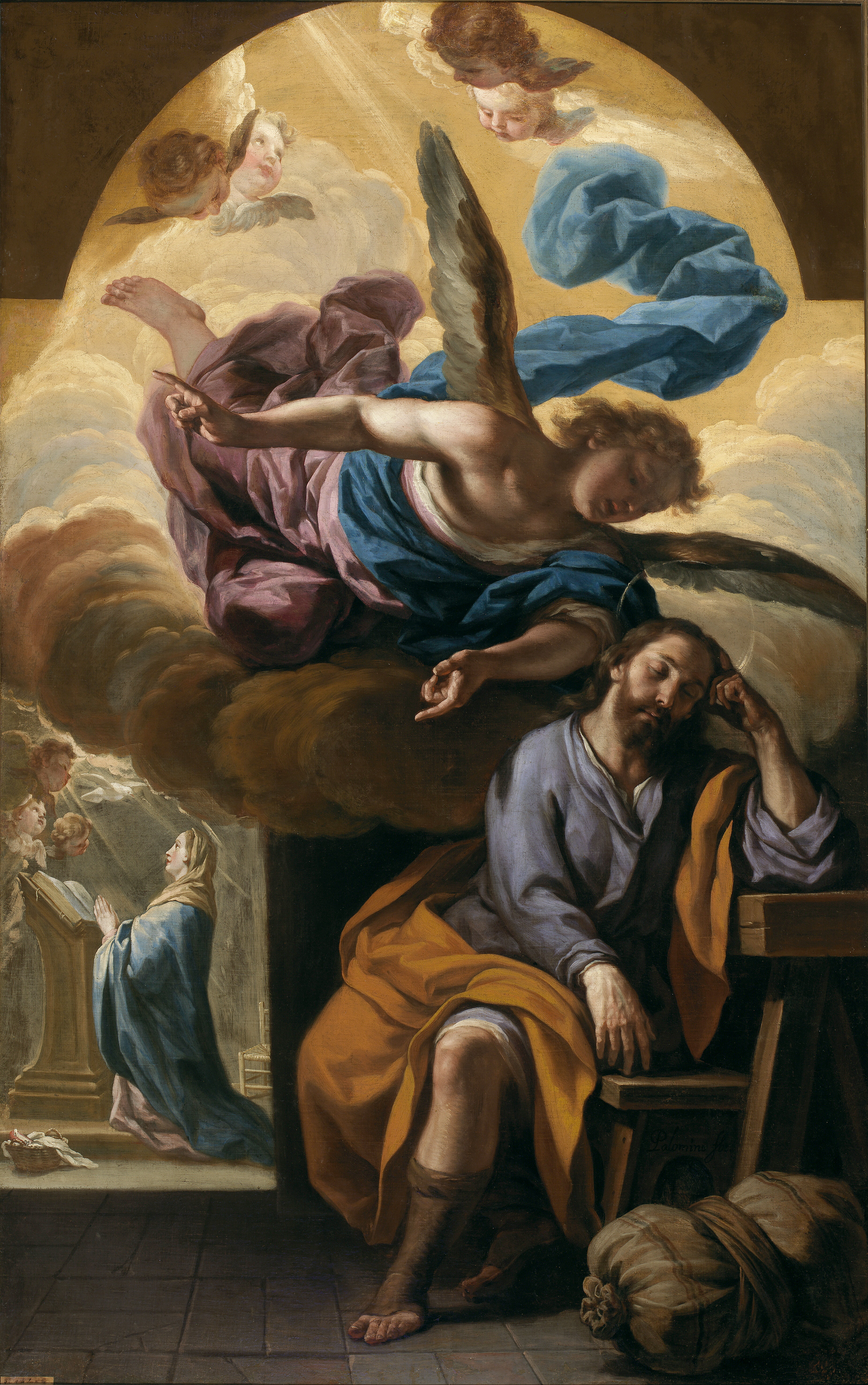
Antonio Palomino, Sogno di san Giuseppe.

La vicenda di Maria e Giuseppe ha inizio nei Vangeli con l'episodio dell'Annunciazione: «Nel sesto mese l'angelo Gabriele fu mandato da Dio in una città della Galilea, chiamata Nazareth, a una vergine, promessa sposa di un uomo della casa di Davide, chiamato Giuseppe, la vergine si chiamava Maria».
Giuseppe è presentato come il discendente di Davide, sposo della Vergine divenuta protagonista del Mistero dell'Incarnazione. Per opera dello Spirito Santo, Maria concepì un figlio "che sarà chiamato Figlio dell'Altissimo". L'angelo, a conferma dell'evento straordinario, le disse poi che anche la cugina Elisabetta, benché sterile, aspettava un figlio. Maria si recò subito dalla parente e al suo ritorno, essendo già al terzo mese, erano visibili i segni della gravidanza.
In queste circostanze «Giuseppe suo sposo che era giusto e non voleva ripudiarla, decise di allontanarla in segreto» come dice il Vangelo secondo Matteo. L'uomo non sapeva come comportarsi di fronte alla miracolosa maternità della moglie: certamente cercava una risposta all'inquietante interrogativo, ma soprattutto cercava una via di uscita da una situazione difficile senza esporre Maria alla pena della lapidazione.
Ecco però che gli apparve in sogno un angelo che gli disse: «Giuseppe figlio di Davide, non temere di prendere con te Maria, perché quel che è generato in lei viene dallo Spirito Santo. Ella partorirà un figlio e tu lo chiamerai Gesù: egli salverà il suo popolo dai suoi peccati». Destatosi dal sonno, Giuseppe fece come gli aveva ordinato l'angelo e prese con sé la sua sposa, accettandone il mistero della maternità e le successive responsabilità.

### Giuseppe, custode di Maria e del neonato Gesù

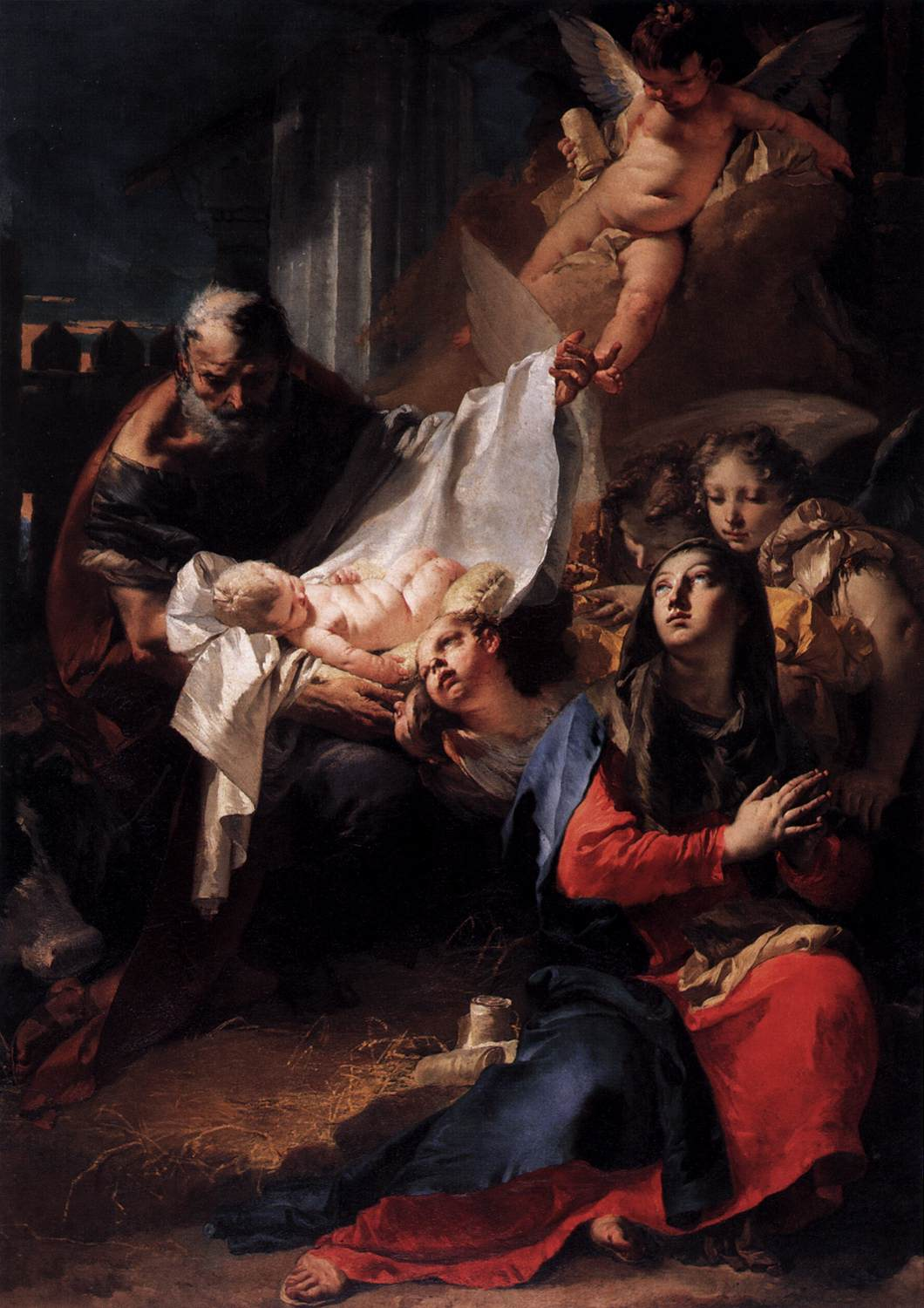
Giovanni Battista Tiepolo, Natività, 1732.

Secondo il racconto del Vangelo secondo Luca, qualche mese dopo Giuseppe si spostò insieme con Maria dalla città di Nazareth, in Galilea, a Betlemme, in Giudea, a causa di un censimento (vedi Censimento di Quirinio) della popolazione di tutto l'impero, per il quale anche lui doveva registrarsi nella sua città d'origine, insieme con la sposa. Mentre i due si trovavano a Betlemme, giunse il momento del parto e Maria diede alla luce il figlio «che fasciato fu posto in una mangiatoia, perché non vi era posto per loro nell'albergo».
Giuseppe fu dunque testimone dell'adorazione del piccolo da parte di pastori avvisati da un angelo e, più tardi, anche di quella dei magi, venuti dal lontano Oriente, secondo l'indicazione ottenuta dagli astri e da una stella in particolare. I magi «entrati nella casa, videro il bambino con Maria sua madre e, prostratisi, lo adorarono»: Giuseppe non è citato né visto, ma certamente era presente all'avvenimento.
Dopo otto giorni dalla nascita, secondo la legge di Mosè, avvenne la circoncisione del bambino, cui Giuseppe impose il nome Gesù. Quaranta giorni dopo, lui e Maria portarono il neonato a Gerusalemme per la presentazione al tempio e lì assistettero alla profetica esaltazione del vecchio Simeone, che predisse un futuro glorioso per il bambino, segno di contraddizione e gloria del suo popolo Israele. Dopo la presentazione al tempio, l'evangelista Luca ci narra che fecero ritorno in Galilea, alla loro città, Nazareth.

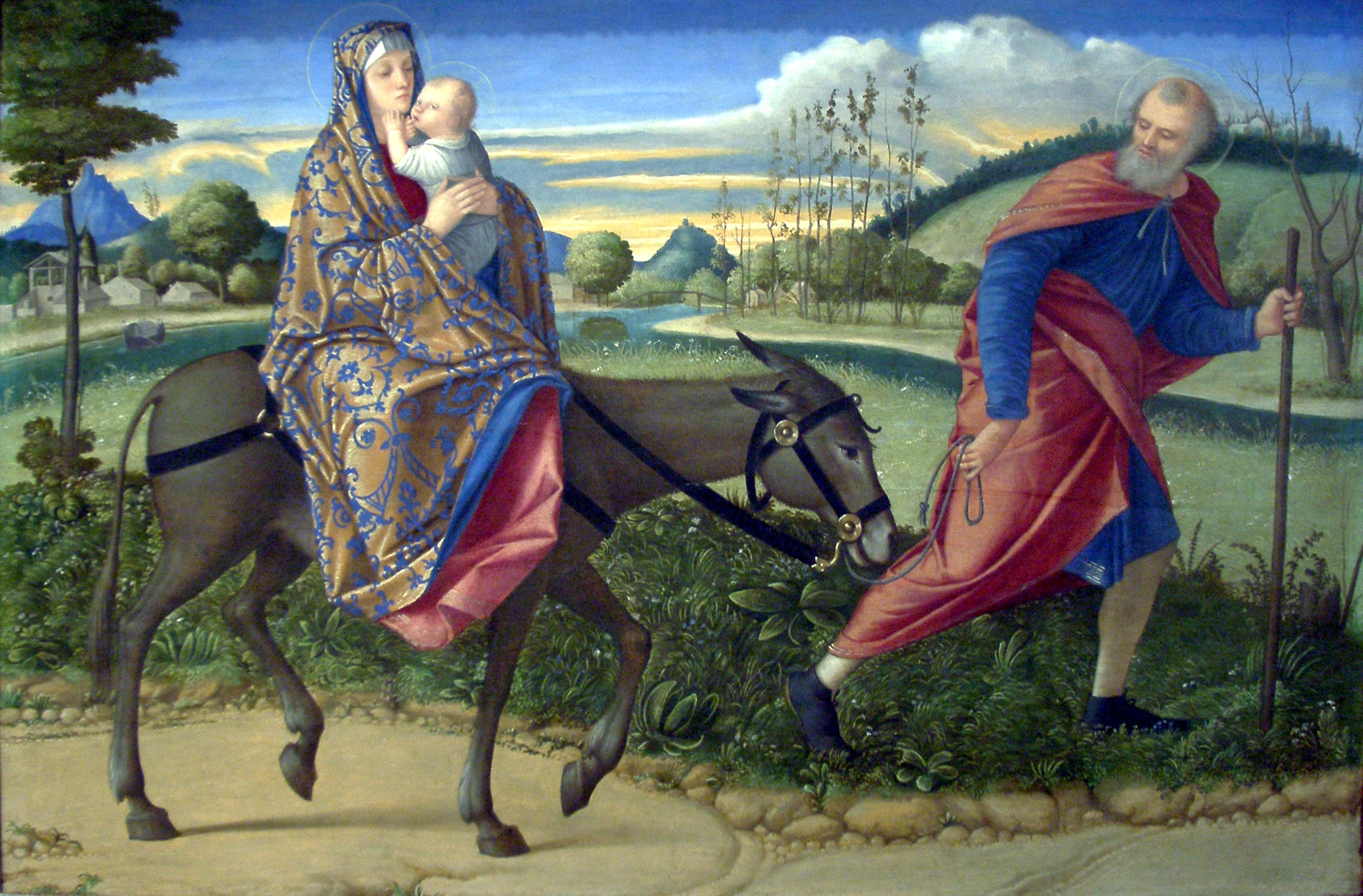
Vittore Carpaccio, 1500-1510, Fuga in Egitto.

La Sacra Famiglia rimase a Betlemme per un periodo non ben determinato, sembra da un minimo di 40 giorni (Luca 2,22;2,39) a un massimo di due anni (Matteo 2,16), dopo di che, secondo Matteo, avvertito in sogno da un angelo, Giuseppe con la sposa e il figlio fuggì in Egitto a causa della persecuzione del re Erode che, avendo udito il racconto dei magi, voleva liberarsi di quel "nascituro re dei Giudei", massacrando tutti i bambini di Betlemme dai due anni in giù. Dopo un periodo di esilio non ben determinato, ricevuto in sogno l'ordine di partire, poiché Erode era morto (non poteva essere morto prima della nascita di colui che voleva uccidere), tornò con la famiglia a Nazareth, non sostando però a Betlemme a causa della monarchia di Archelao, non meno pericolosa di quella del padre. Luca non menziona il soggiorno in Egitto, ma concorda sul ritorno a Nazareth, dove Gesù visse fino all'inizio della sua vita pubblica.

### La vita "nascosta" di Nazareth

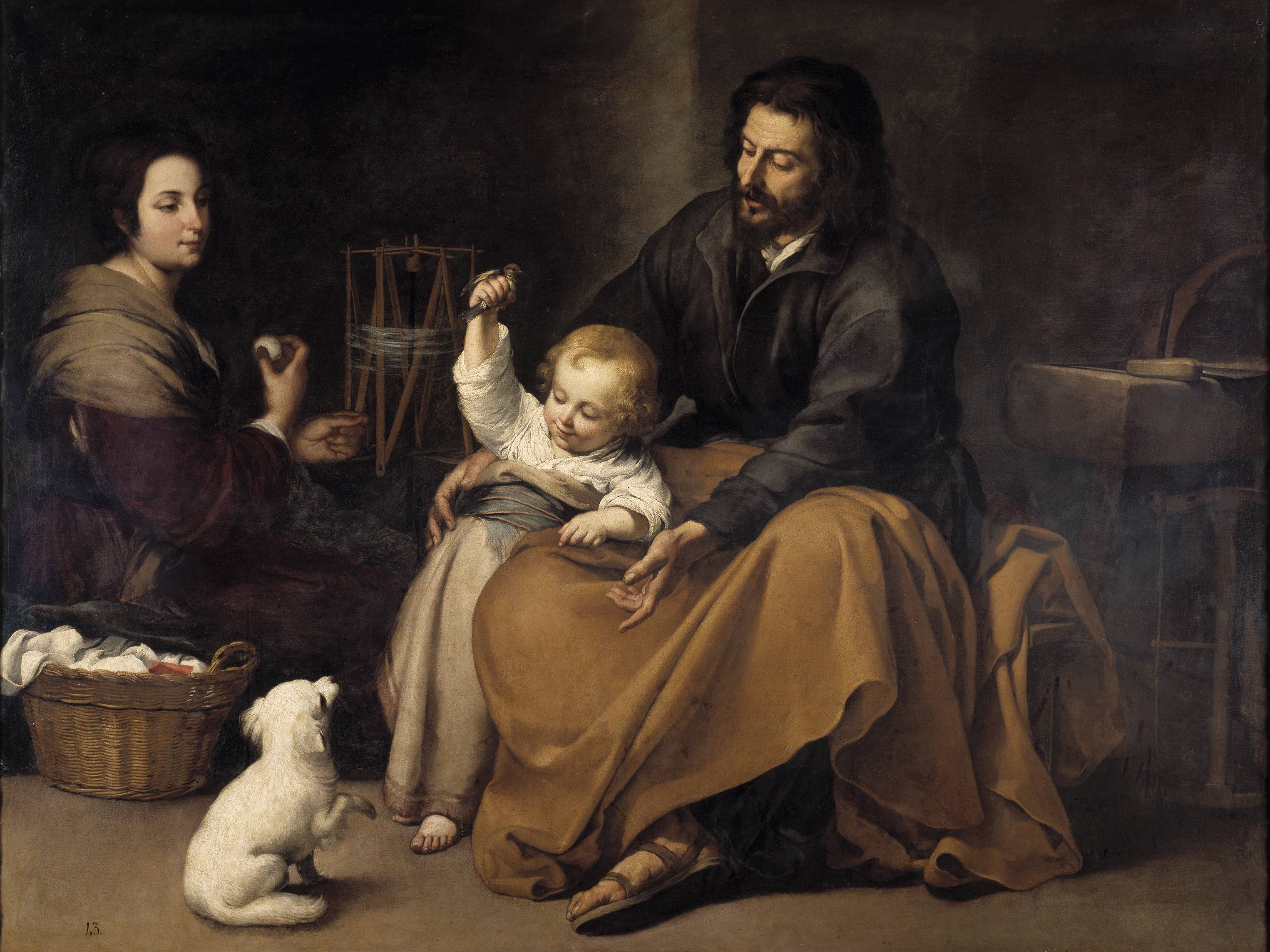
Bartolomé Esteban Murillo, Sacra Famiglia col cagnolino.

I Vangeli riassumono in poche parole il lungo periodo della fanciullezza di Gesù, durante il quale questi, attraverso una vita apparentemente normale, si preparava alla sua missione.
Un solo momento è sottratto a questa "normalità" ed è descritto dal solo Luca.

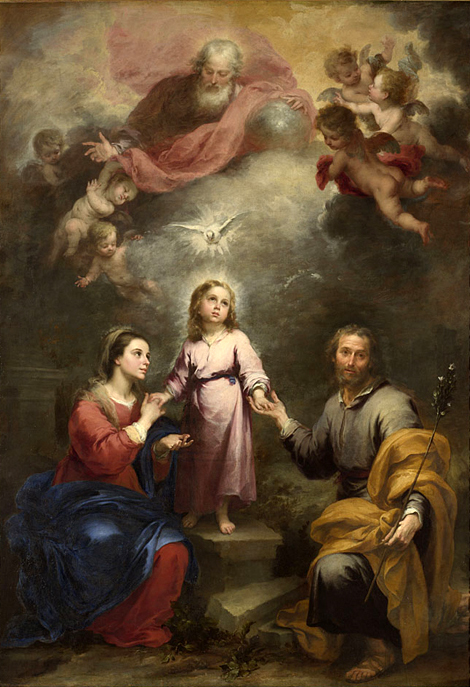
Bartolomé Esteban Murillo, Le due Trinità.

Gesù, a dodici anni, probabilmente in occasione del suo Bar mitzvah, l'iniziazione religiosa degli ebrei, partì come pellegrino insieme coi genitori verso Gerusalemme per festeggiarvi la festa di Pasqua. Trascorsi però i giorni della festa, mentre riprendeva la via del ritorno, Gesù rimase a Gerusalemme, senza che Maria e Giuseppe se ne accorgessero. Passato un giorno se ne resero conto e incominciarono a cercarlo, trovandolo dopo tre giorni di ricerche nel tempio, seduto a discutere con i dottori. Maria gli domandò: "Figlio, perché hai fatto così? Ecco tuo padre ed io, angosciati ti cercavamo". La risposta di Gesù "Perché mi cercavate? Non sapevate che io devo occuparmi delle cose del Padre mio?" lasciò i genitori senza parole.

#### La morte

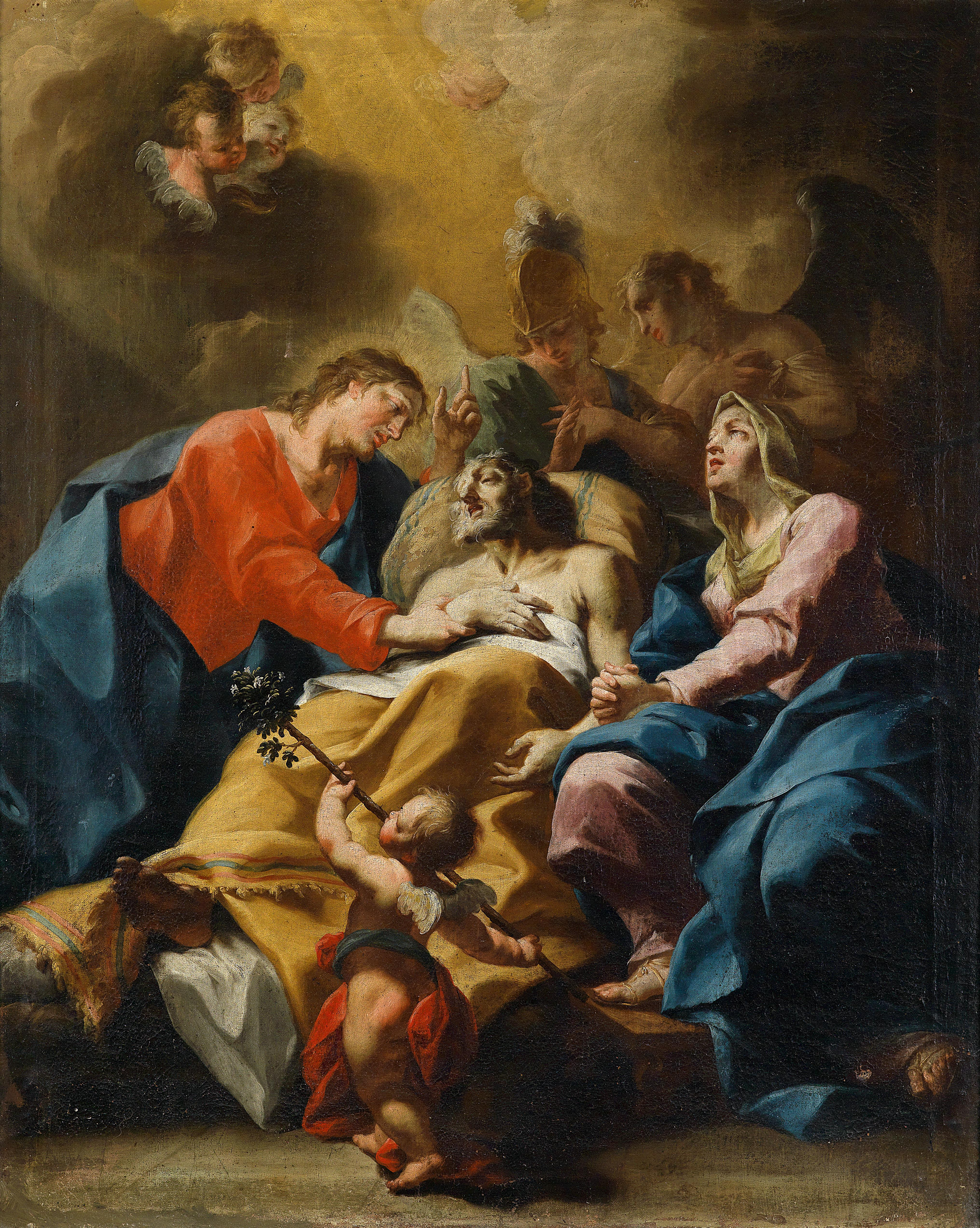
Bartolomeo Altomonte, Morte di san Giuseppe

Tornato a Nazareth Gesù cresceva giovane e forte, sotto la guida dei genitori. Quando incominciò la sua vita pubblica, molto probabilmente Giuseppe era già morto. Infatti, non è mai più menzionato dai Vangeli dopo il passo di Luca sopra citato (talvolta Gesù è chiamato "figlio di Giuseppe", ma questo non implica che fosse ancora vivente). Maria è presente da sola alla crocifissione di Gesù, cosa che non sarebbe avvenuta se Giuseppe fosse stato vivo. Inoltre, quando Gesù è in croce, affida Maria al suo discepolo Giovanni, il quale "da quel momento la prese nella sua casa", il che non sarebbe stato necessario se Giuseppe fosse stato in vita.
Mentre i Vangeli canonici non dicono nulla sulla morte di Giuseppe, qualche notizia si trova nei Vangeli apocrifi. Secondo l'apocrifo Storia di Giuseppe il falegname, che descrive dettagliatamente il trapasso del santo, Giuseppe aveva ben 111 anni quando morì, godendo sempre di un'ottima salute e lavorando fino al suo ultimo giorno. Avvertito da un angelo della prossima morte, si recò a Gerusalemme e al suo ritorno venne colpito dalla malattia che l'avrebbe ucciso. Stremato nel suo letto, sconvolto dai tormenti e travagliato nella mente, solo la consolazione di Gesù riuscì a calmarlo. Circondato dalla sposa, venne liberato dalla visione della morte e dell'Oltretomba, scacciate subito da Gesù stesso. L'anima del santo venne quindi raccolta dagli arcangeli e condotta in Paradiso. Il suo corpo venne poi sepolto con tutti gli onori alla presenza dell'intera Nazareth.
Ancora oggi non sappiamo dove si trovi la tomba del santo; nelle cronache dei pellegrini che visitarono la Palestina si trovano alcune indicazioni circa il sepolcro di san Giuseppe. Due riguardano Nazareth e altre due Gerusalemme, nella valle del Cedron. Non esistono, tuttavia, argomenti consistenti al riguardo.

### L'entrata in Cielo di Giuseppe
Grandi santi e teologi si sono mostrati convinti che Giuseppe sia stato assunto in Cielo al tempo della Risurrezione di Cristo. Così Francesco di Sales in un suo sermone:
A tal proposito, papa Giovanni XXIII – nel maggio del 1960, in occasione dell'omelia per la canonizzazione di Gregorio Barbarigo – ha mostrato la sua prudente adesione a quest'antica «pia credenza» secondo cui Giuseppe, come anche Giovanni Battista, sarebbe risorto in corpo e anima e salito con Gesù in Cielo all'Ascensione. Il riferimento biblico sarebbe in Matteo 27,52 «…e i sepolcri si aprirono e molti corpi di santi morti risuscitarono. E, uscendo dai sepolcri, entrarono nella Città santa e apparvero a molti…».

### Il Giuseppe dei Vangeli apocrifi
A partire dal II secolo, vennero composti vangeli apocrifi, probabilmente assecondando le sette gnostiche, in cui si nota il desiderio di approfondire misticamente le visioni del padre di Gesù e le parole dell'angelo durante i sogni, e anche di considerare l'esistenza di Giuseppe in rapporto ad alcuni brani profetici e spirituali dell'Antico Testamento. Nessuno degli antichi scritti è stato accettato come divinamente ispirato dalla Chiesa, in primo luogo per la tardività di tali scritti (II secolo e oltre) e in secondo luogo per le vistose contraddizioni presenti in essi e rispetto ai vangeli canonici. La notorietà di tali scritti li ha comunque portati a divenire materia per artisti e scrittori, esercitando anche un certo influsso su vari pittori cristiani.

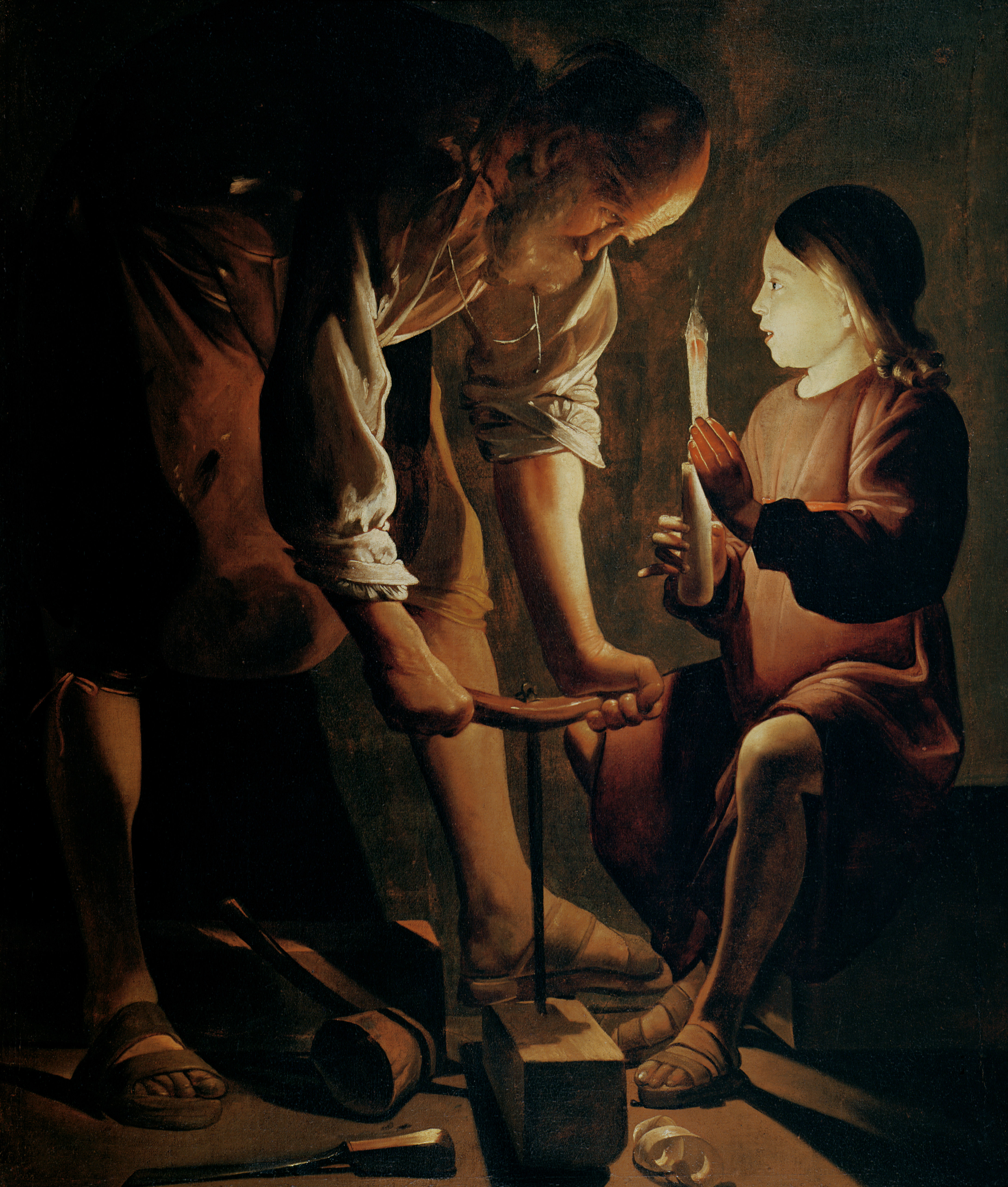
Georges de la Tour, San Giuseppe falegname.

Il Protovangelo di Giacomo (o «Primo Vangelo» o Storia di Giacomo sulla nascita di Maria) è un testo composto nella seconda metà del II secolo, probabilmente in Egitto, con lo scopo di difendere la verginità di Maria. Già nelle prime pagine vi è una narrazione del suo fidanzamento con Giuseppe, all'età di 12 anni. Maria viene soltanto "affidata alla custodia di Giuseppe", non per vivere in futuro relazioni matrimoniali. Però i figli di Giuseppe vengono considerati come "fratelli di Gesù". Non si parla dell'età di Giuseppe. È un uomo vecchio, però ancora in grado di lavorare, così egli lascia Maria a casa e si allontana "per costruire costruzioni", cioè per lavorare alla costruzione di edifici. La frase dice: egli fu muratore.
Segue il racconto molto romanzato dell'Annunciazione in cui si riporta di un Giuseppe sofferente e con numerosi sospetti. In questo vangelo si riporta la celebrazione del rito dell'oblazione di gelosia di Numeri 5,11-31. Dopo sei mesi di lavori di costruzione, Giuseppe torna a casa e, vedendo Maria, è spaventato dalla sua misteriosa gravidanza. Ma l'angelo gli appare, spiegandogli il mistero e obbligandolo a "guardare a Maria". Così egli parte con lei per Betlemme, dove il bambino nascerà. Lì una donna saggia di nome Salomè viene a visitare Maria e constata la sua verginità anche dopo il parto. Segue la narrazione dell'adorazione dei Magi e di altri eventi legati alla natività, ma non si nomina Giuseppe, nel vangelo più volte chiamato "servo obbediente degli ordini dell'Altissimo" e "fedele custode di Maria".
Per l'infanzia di Gesù esistono nei vari apocrifi anche altre narrazioni che possono apparire inventate, ma ben accolte dalla devozione popolare nei secoli seguenti. Per esempio, nel cosiddetto Vangelo dell'infanzia di Tommaso, si hanno numerose menzioni del "padre del Salvatore che con molta fatica e pazienza si è dedicato all'educazione del bambino Gesù". Questo Vangelo dell'infanzia, che nella sua forma attuale risale al IV secolo, narra i presunti miracoli compiuti da Gesù fra i 5 e i 10 anni.
Comincia con il racconto di Giuseppe che invia Gesù a scuola per imparare l'alfabeto greco. Quando il bambino ha otto anni, comincia a lavorare con Giuseppe per diventare, come lui, un agricoltore e carpentiere. Quando nel Vangelo dell'infanzia vengono riportati i miracoli di Gesù, ripresi probabilmente da quelli compiuti in Egitto, si conclude con la meravigliosa guarigione di uno dei figli di Giuseppe mortalmente ferito da un serpente velenoso. In tutto il vangelo Giuseppe appare come uomo onesto e apprezzato per la sua vicinanza ai propri figli, un padre presentato in modo agiografico attraverso l'uso del termine "Santo Giuseppe".
San Girolamo smentirà l'idea di un Giuseppe vecchio e già con figli, reputando che il santo non fosse sposato prima di scegliere Maria e che fosse ancora giovane. Nell'esposizione delle sue idee viene detto: Giuseppe "contrasse matrimonio con Maria: questa era sui 14 o 15 anni, lui sui 18 o 20 anni. Queste le età solite per il matrimonio presso gli ebrei… Giuseppe e Maria vivono assieme, sotto il medesimo tetto. I giorni passano, e per Maria si avvicina il tempo del parto".

### San Giuseppe secondo gli scritti patristici

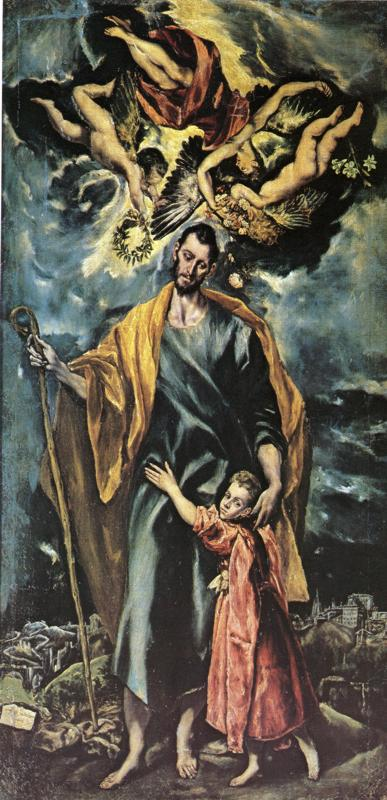
El Greco, San Giuseppe.

Scopo principale dei primi teologi cristiani è stato liberare la figura del Santo dalle varie devozioni ed eresie scaturite dagli apocrifi e arrivare così, attraverso lo studio dei vangeli, a un accurato esame della genealogia di Gesù, del matrimonio di Giuseppe e Maria e della costituzione della Sacra Famiglia. Questi tre momenti essenziali ritornano in tutte le loro ricerche; talvolta si aggiungono anche riflessioni cristologiche, per poter interpretare certe ipotesi che riguardano la legge del matrimonio, la giustizia di Giuseppe, il valore dei suoi sogni, ma non si arriva mai a poter presentare un suo profilo biografico.
Il primo autore che ricorda Giuseppe è Giustino. Nel III secolo Origene, in un'omelia, ha voluto mettere in luce che «Giuseppe era giusto e la sua vergine era senza macchia. La sua intenzione di lasciarla si spiega per il fatto di aver riconosciuto in lei la forza di un miracolo e di un mistero grandioso. Per avvicinarsi a esso, egli si ritenne indegno».
Nel IV secolo sono stati san Cirillo di Gerusalemme, san Cromazio d'Aquileia e sant'Ambrogio a fare qualche riflessione sulla verginità di Maria, sul matrimonio di Giuseppe con lei, sulla vera paternità del suo sposo. Per esempio, san Cirillo fa un paragone per spiegare la paternità di Giuseppe e lo riallaccia alla figura di sant'Elisabetta.

#### L'interpretazione di Cromazio
Di san Cromazio sono rimaste 18 prediche che riprendono i primi capitoli del Vangelo di Matteo. Egli afferma: «Non a torto Matteo ha ritenuto di dover assicurare che Cristo Signore nostro è figlio sia di Davide che di Abramo, dal momento che sia Giuseppe sia Maria traggono origine dalla schiatta di Davide, e cioè essi hanno un'origine regale».
Nella terza predica Cromazio si dedica a un approfondimento teologico del racconto di Matteo 1,24-25: «Continua a narrare l'evangelista: Destatosi dal sonno, Giuseppe fece come gli aveva ordinato l'angelo del Signore e prese con sé la sua sposa, la quale, senza che egli avesse rapporti carnali con lei; partorì un figlio, che egli chiamò Gesù. Dunque, Giuseppe viene illuminato sul sacramento del mistero celeste mediante un angelo: Giuseppe obbedisce di buon grado alle raccomandazioni dell'angelo; pieno di gioia dà esecuzione ai divini comandi; prende perciò con sé la Vergine Maria; può menare vanto delle promesse che annunciano tempi nuovi e lieti, perché, per una missione unica, qual è quella che gli affida la maestà divina, viene scelta a essere madre una vergine, la sua sposa, come egli aveva meritato di sentirsi dire dall'angelo. Ma c'è un'espressione dell'evangelista: Ed egli non la conobbe fintantoché lei non generò il figlio, che attende una chiarificazione, dal momento che gente senza criterio (gli eretici e lettori di libri apocrifi) fanno questioni a non finire; e poi dicono che, dopo la nascita del Signore, la Vergine Maria avrebbe conosciuto carnalmente Giuseppe. Ma la risposta all'obiezione mossa da coloro, viene sia dalla fede che dalla ragione della stessa verità: l'espressione dell'evangelista non può essere intesa al modo in cui l'intendono quegli stolti! Dio ci guardi dall'affermare una cosa simile, dopo che abbiamo conosciuto il sacramento di un sì grande mistero, dopo la condiscendenza (il concepimento) del Signore che si è degnato di nascere dalla Vergine Maria. Credere che lei possa aver poi avuto dei rapporti carnali con Giuseppe, Cromazio lo esclude e, per vincere categoricamente tale opinione esistente ai suoi tempi, porta l'esempio della sorella di Mosè, che volle conservare la verginità». Nomina anche Noè che «sì impose una perenne astinenza dal debito coniugale. Se vogliamo un altro esempio, Mosè, dopo aver percepito la voce di Dio nel roveto ardente, anche lui si astenne da qualsiasi rapporto coniugale per il tempo che seguì. E sarebbe permesso credere che Giuseppe, che la Scrittura definisce uomo giusto, abbia mai potuto avere relazioni carnali con Maria, dopo che ella aveva partorito il Signore? La spiegazione del testo evangelico: Ed egli non la conobbe fintanto che lei non generò il figlio, è la seguente: spesso la Scrittura divina suole assegnare un termine a quelle cose che per sé non hanno termine e determinare un tempo per quelle cose che per sé non sono chiuse entro un determinato tempo. Ma anche per questo caso ci viene in soccorso la Scrittura; tra i molti esempi possibili ne scegliamo alcuni pochi». L'ultima ripresa della figura di Giuseppe è legata al racconto sul ritorno dalla fuga in Egitto.

#### Secondo Ambrogio e Agostino

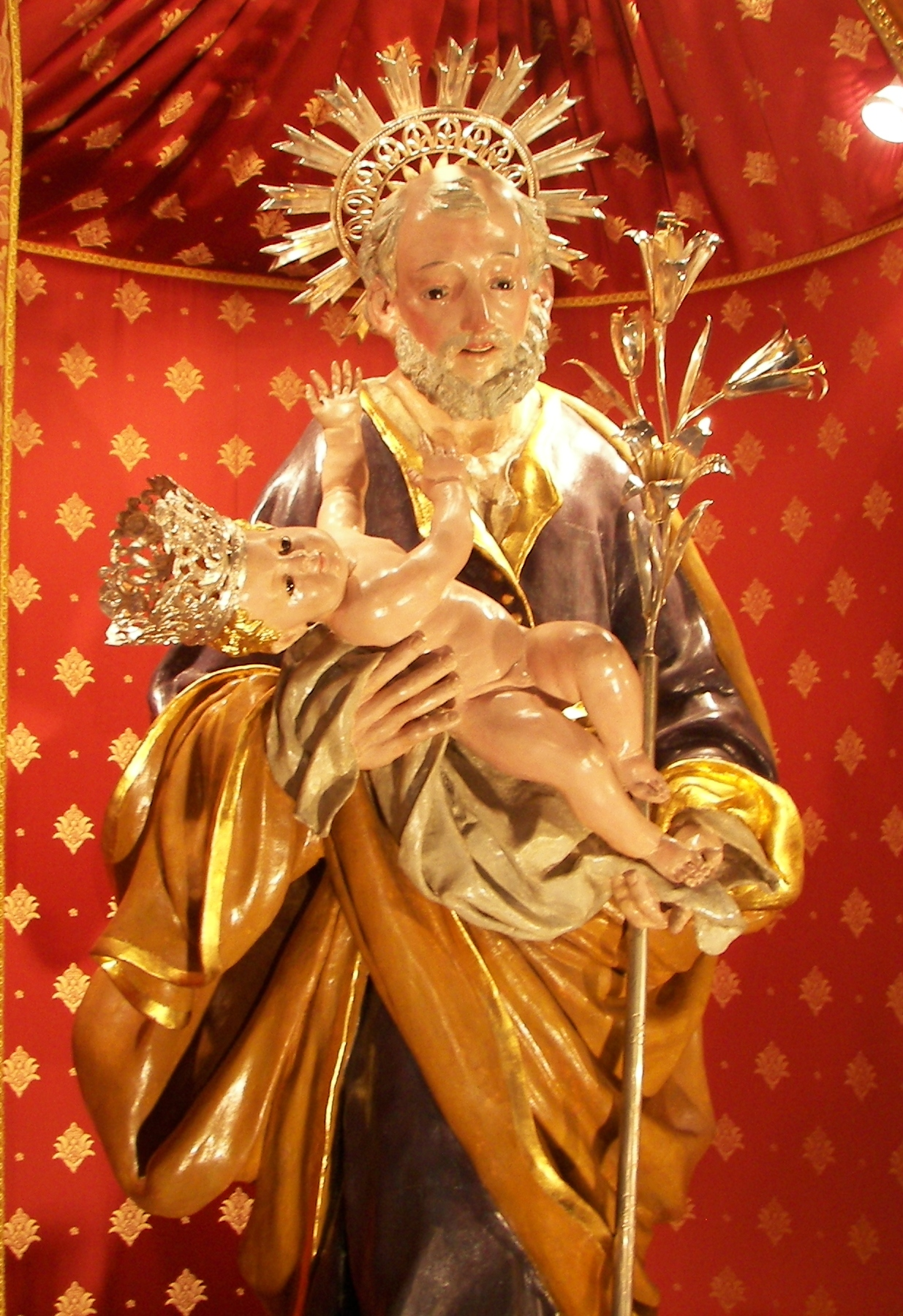
Statua di San Giuseppe, chiesa del Santissimo Crocifisso a Santa Maria di Licodia (Catania).

Simili interpretazioni si possono dimostrare anche in sant'Ambrogio che, leggendo i racconti degli evangelisti, sottolinea quanto egli fosse sincero e privo di menzogna e nel vivo desiderio di presentare Giuseppe come uomo giusto, Ambrogio avverte che l'evangelista, quando spiega "l'immacolato concepimento di Cristo" vide in Giuseppe un giusto che non avrebbe potuto contaminare «Sancti Spintus templum, cioè la Madre del Signore fecondata nel grembo dal mistero dello Spirito Santo».
Nel commento classico del Vangelo, fatto poco dopo il Natale del 417 da sant'Agostino nel suo Sermone sulla Genealogia di Cristo, vengono riprese preziose notizie e opinioni anteriori. Secondo Matteo 1:18-21, Giuseppe suo sposo, che era giusto e non voleva ripudiarla, decise di licenziarla in segreto. Egli non volle punirla né denunciarla, ma accettò infine un matrimonio casto e fedele con la sposa promessa da Dio, e secondo le parole dell'angelo del Signore. "Molti perdonano le mogli adultere spinti dall'amore carnale, volendo tenerle, benché adultere, allo scopo di goderle per soddisfare la propria passione carnale. Questo marito giusto invece non vuole tenerla; il suo alletto dunque non ha nulla di carnale; eppure non la vuole nemmeno punire; il suo perdono, dunque, è solo ispirato dalla misericordia".
Agostino mette in luce il significato della sua paternità spiegando come la Scrittura voglia dimostrare che Gesù non nacque per discendenza carnale da Giuseppe poiché egli era angosciato, perché non sapeva come mai la sposa fosse gravida. Per attestare la non paternità di Giuseppe, Agostino cita l'episodio dello smarrimento di Gesù al tempio quando egli dice: Non sapevate che io debbo occuparmi delle cose del Padre mio? "Rispose così, poiché il Figlio di Dio era nel tempio di Dio. Quel tempio infatti non era di Giuseppe, ma di Dio. Poiché Maria aveva detto: Tuo padre e io, angosciati, ti cercavamo, egli rispose: Non sapevate che io debbo occuparmi delle cose del Padre mio? In realtà egli non voleva far credere d'essere loro figlio senza essere nello stesso tempo Figlio di Dio. Difatti, in quanto Figlio di Dio, egli è sempre tale ed è creatore dei suoi stessi genitori; in quanto invece figlio dell'uomo a partire da un dato tempo, nato dalla Vergine senza il consenso d'uomo, aveva un padre e una madre".
Agostino sente però la necessità di dire che Gesù non disconosce Giuseppe come suo padre e infatti sottolinea come il giovane Nazareno fosse durante l'adolescenza sottomesso ai suoi genitori, quindi sia a Maria sia a Giuseppe. Per Agostino è molto importante spiegare la paternità di Giuseppe, poiché le generazioni sono contate secondo la sua linea genealogica e non secondo quella di Maria: "Enumeriamo perciò le generazioni lungo la linea di Giuseppe, poiché allo stesso modo che è casto marito, così è pure casto padre".

#### Lo Pseudo-Crisostomo e lo Pseudo-Origene
Nel VI secolo, ricordiamo al riguardo le omelie dello Pseudo-Crisostomo e dello Pseudo-Origene. Nell'Omelia dello Pseudo-Crisostomo Giuseppe viene messo in luce come uomo giusto in parole e in opere, giusto nell'adempimento della legge e per aver ricevuto la grazia. Per questo intendeva lasciare segretamente Maria, egli non dubitava delle sue parole ma una grande angoscia riempì il suo cuore e quando gli apparve l'angelo a Giuseppe si domandò perché non si era fatto vedere prima della concezione di Maria perché accettasse il mistero senza difficoltà.
Anche nell'Omelia dello Pseudo-Origene si manifesta l'intenzione di riflettere su un messaggio anteriore dell'angelo. Egli domanda: "Giuseppe, perché hai dubbi? Perché hai pensieri imprudenti? Perché mediti senza ragionare? È Dio che viene generato ed è la vergine che lo genera. In questa generazione sei tu colui che aiuta e non colui dal quale essa dipende. Sei il servo e non il signore, il domestico e non il creatore".
Negli ultimi secoli del primo millennio si continuano a studiare i diversi aspetti dell'esistenza e della missione di Giuseppe, cercando di esporre l'etimologia del suo nome, la sua discendenza davidica e soprattutto le solite realtà biblico-teologiche.

### Giuseppe nel Medioevo. La nascita d'un primo culto giuseppino

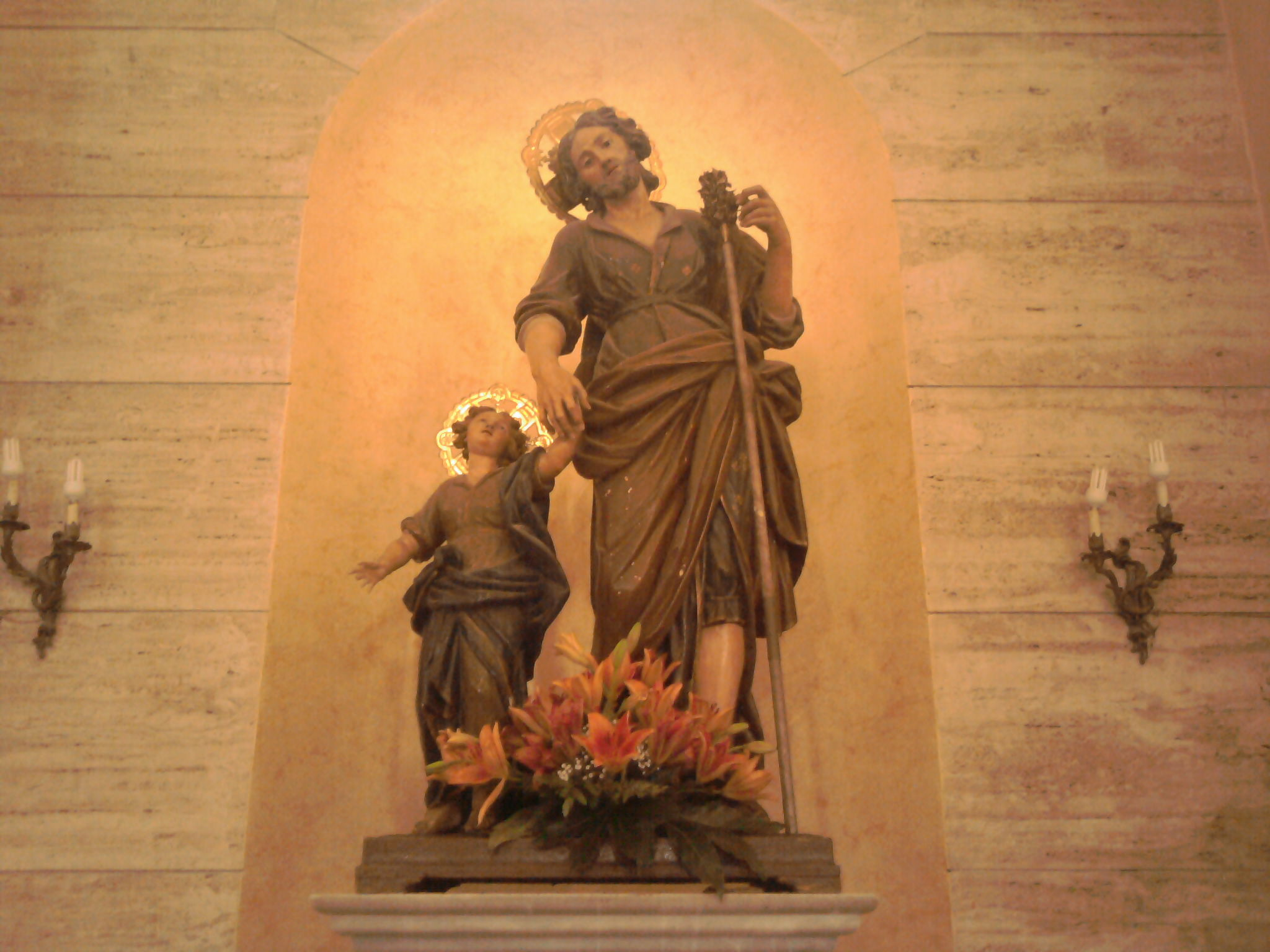
Statua di San Giuseppe col Bambino, Concattedrale di Palmi

Nel primo Medioevo, insieme a una più ampia devozione mariana, cominciava lentamente a fiorire anche una devozione a san Giuseppe. Gli scritti dei monaci benedettini costituiscono un valido contributo per arrivare a un inizio del culto giuseppino, rimasto però legato ai loro ambiti religiosi, dove si cominciò a inserire il nome di Giuseppe nei loro calendari liturgici o nel loro martirologio.
Testi importanti sulla posizione di Giuseppe nell'opera della salvezza, si incontrano nei due grandi mistici benedettini: Ruperto di Deutz (†1130) e san Bernardo di Chiaravalle (†1153). Entrambi hanno tentato di chiamare i fedeli a una vera devozione a Giuseppe: san Bernardo di Chiaravalle ha cercato di descrivere con devoto impegno la sua umile e nascosta figura. Nei suoi Sermoni "In laudibus Virginis Mariae", composte per le feste della Madonna si trovano brani sul santo in cui è espresso che "la fama della Vergine Maria non sarebbe integra senza la presenza di Giuseppe". Sul santo, avverte Bernardo, non esiste "nessun dubbio che sia stato sempre un uomo buono e fedele. La sua sposa era la Madre del Salvatore. Servo fedele, ripeto, e saggio, scelto dal Signore per confortare la Madre sua e provvedere al sostentamento di suo figlio, il solo coadiutore fedelissimo, sulla terra, del grande disegno di Dio".
L'influsso di Bernardo si manifesta anche nella letteratura e poesia medioevale: è interessante pensare qui a Dante Alighieri, che degnamente invoca il nome di san Giuseppe al vertice della Divina Commedia.
Tra i teologi, san Bonaventura è stato il primo a ripensare al santo come protettore di Maria e Gesù Bambino nella povera grotta. Un altro francescano, il teologo Duns Scoto, sceglie alcune questioni intitolate De matrimonio inter B.V. Mariam et sanctum Joseph. Propone una nuova spiegazione del loro sposalizio, ricorrendo alla distinzione tra il diritto sui corpi e il loro uso nel matrimonio che, secondo il teologo, è stato perfetto, sotto tutti gli aspetti, ed è da considerare una «questione divina regolata dallo Spirito Santo».
Secondo san Tommaso d'Aquino, la presenza di Giuseppe era necessaria nel piano dell'Incarnazione, poiché senza di lui la gente avrebbe potuto dire che Gesù fosse un figlio illegittimo, frutto di una relazione illecita. Cristo aveva bisogno del nome, delle cure e della protezione di un padre umano; se Maria non fosse stata sposata, i Giudei l'avrebbero considerata un'adultera e l'avrebbero lapidata. Il teologo medievale continua dicendo che il matrimonio di Maria e di Giuseppe fu un vero matrimonio: «Essi erano uniti l'uno all'altro dall'amore reciproco, un amore spirituale. Si scambiarono quei diritti coniugali che sono inerenti al matrimonio, anche se, per il loro voto di verginità, non ne fecero uso».

## Alla luce dellaRedemptoris Custos
Il 15 agosto 1989, nel centenario dell'enciclica di Leone XIII intitolata Quamquam Pluries, Giovanni Paolo II ha scritto un'esortazione apostolica sulla figura e la missione di san Giuseppe nella vita di Cristo e della Chiesa; essa inizia con le parole Redemptoris Custos (Il Custode del Redentore), che definiscono il rapporto esistente tra Giuseppe e Gesù.

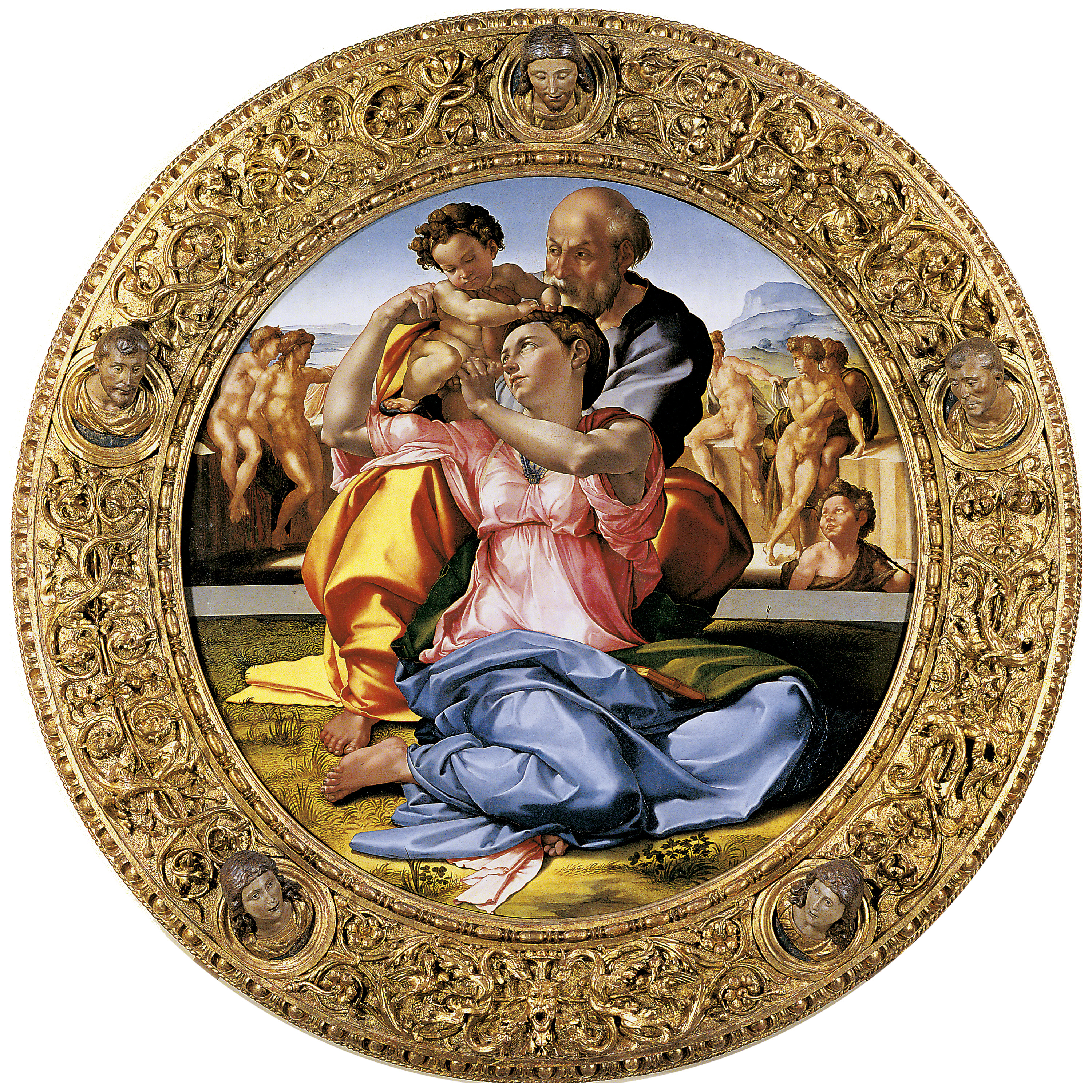
Michelangelo Buonarroti, Tondo Doni.

Questo importante documento pontificio deve essere considerato come la magna charta della teologia di san Giuseppe, proposta ufficialmente a tutta la Chiesa, a cominciare dai Vescovi fino a tutti i fedeli. L'esortazione Redemptoris Custos è strettamente collegata con l'enciclica Redemptoris Mater, preceduta dall'enciclica Redemptor Hominis e seguita da un'altra enciclica, intitolata Redemptoris Missio, che si riferisce alla Chiesa. Appare così chiaro che il magistero della Chiesa cattolica considera san Giuseppe inserito direttamente nel mistero della Redenzione, in stretta relazione con Gesù, verso il quale adempie la funzione di padre, con Maria, la madre di Gesù, della quale egli è sposo e con la Chiesa stessa, affidata alla sua protezione. Si tratta di un ruolo eccezionale, che fa da supporto alla devozione della quale san Giuseppe ampiamente gode nel cuore dei credenti e che la teologia non deve trascurare.

### La teologia
La lode di san Giuseppe è nel Vangelo. Matteo stima talmente san Giuseppe da farne l'"introduttore" al suo Vangelo, che inizia appunto con la genealogia, la quale ha lo scopo di agganciare Gesù a Davide e ad Abramo proprio attraverso Giuseppe; lo presenta, inoltre, come "sposo di Maria", la persona certamente più in vista nella Chiesa apostolica; lo qualifica, infine, come "uomo giusto", che comporta l'approvazione della sua condotta. Per questo san Bernardo dice candidamente che "la lode di san Giuseppe è nel Vangelo". Nessun santo, eccetto Maria, occupa nel Vangelo un posto così distinto. Eppure incontriamo ancora oggi chi ripete che il Vangelo ci riferisce poco o nulla di san Giuseppe e che, in ogni caso, la sua figura è marginale; di qui lo scarso interesse negli studi teologici, dove egli è del tutto ignorato.

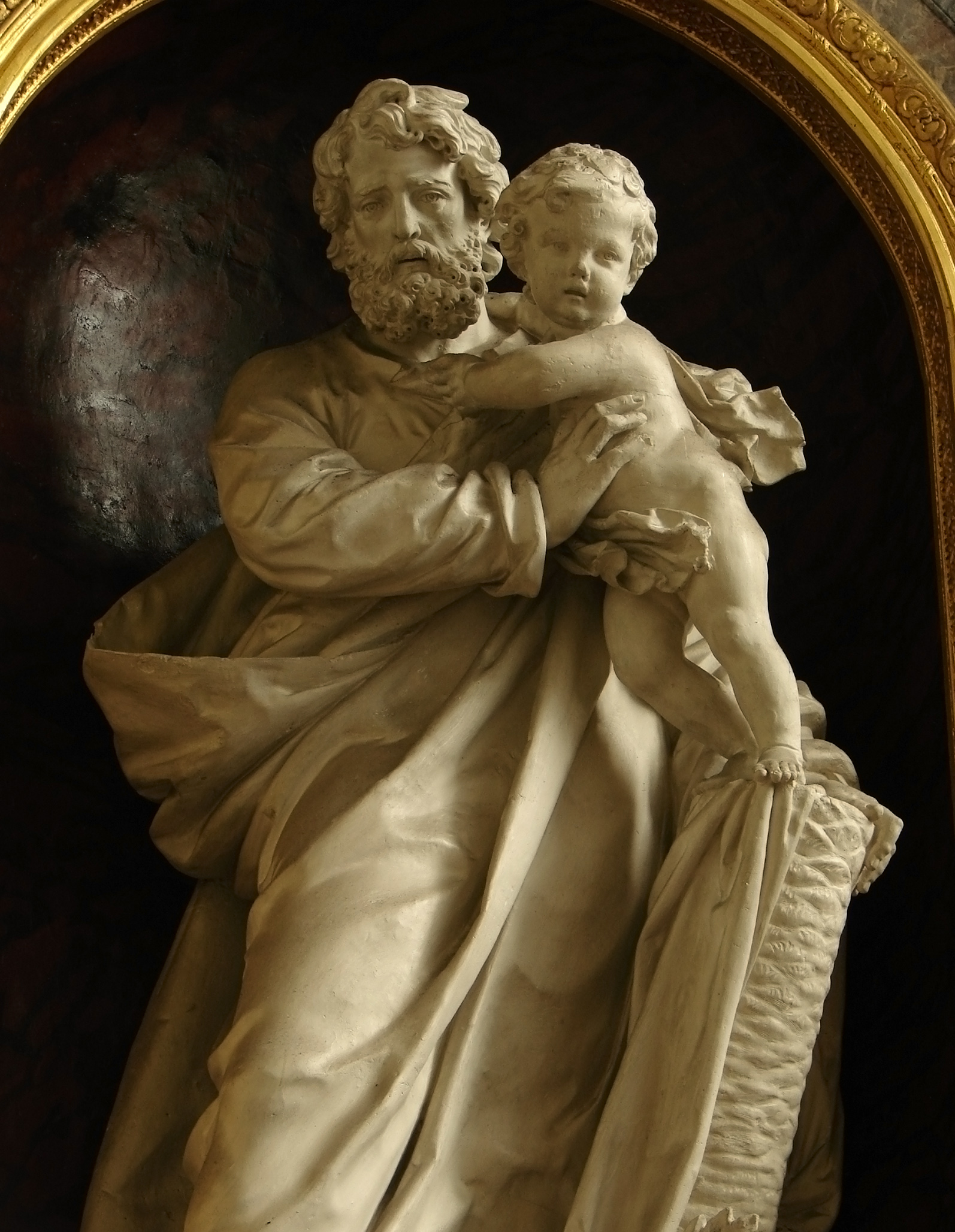
Statua di San Giuseppe in una cappella della chiesa Notre-Dame di Amiens.

C'è da aggiungere che, fin dai primi secoli, una letteratura che la Chiesa considera apocrifa, in quanto non sono considerata canonica, ha strumentalizzato la figura di san Giuseppe, attribuendogli figli avuti da un precedente matrimonio e un'età veneranda al momento del matrimonio con Maria. E 'probabile che lo scopo degli apocrifi era quello di attribuire a lui "i fratelli di Gesù", nominati nei Vangeli e garantire la verginità di Maria, sposata da un "vecchio" Giuseppe in seconde nozze.

#### Perché la Cristologia non può ignorare san Giuseppe
Chi va a Betlemme, nella basilica della Natività che risale all'imperatore Costantino, vede sulle pareti due genealogie di Gesù, denominate albero di Jesse e lì rappresentate nel 1169. Se la genealogia di Gesù ci viene tramandata da due evangelisti, Matteo e Luca, è chiaro che doveva essere ritenuta importante nell'annuncio del Vangelo. Nonostante le loro divergenze, che rivelano scopi differenti, in entrambe le genealogie occupano un posto rilevante il re Davide e Giuseppe. Nella Chiesa apostolica interessava, infatti, che Gesù fosse riconosciuto come "figlio di Davide", titolo con il quale le folle già si rivolgevano a Gesù, nella convinzione che Egli fosse il Messia, termine che in greco si traduce con Cristo. D'altra parte, con la Pentecoste Gesù si era rivelato figlio di Dio e ai cristiani era ormai noto che Gesù era stato concepito per opera dello Spirito Santo. Come conciliare, allora, l'origine divina di Gesù, "figlio di Dio", con quella umana, "figlio di Davide"? Ci troviamo qui nel mistero dell'Incarnazione, che evidentemente aveva superato i confini delle attese umane. Comprendiamo così perché l'evangelista Matteo, dopo aver collegato tutti gli antenati di Gesù con il verbo "generò", arrivato a Giuseppe non lo usa più, ma si limita a scrivere: "Giuseppe, lo sposo di Maria, dalla quale è nato Gesù, chiamato Cristo" (1,16).

#### Un matrimonio vero e necessario
La Chiesa crede che Maria abbia concepito Gesù in modo miracoloso per opera dello Spirito Santo e la onora come "Madre di Dio". Se gli evangelisti, dunque, presentano Maria anche come "sposa di Giuseppe", non dovevano certamente mancare i motivi. Tra questi, ossia perché Gesù abbia dovuto nascere da una donna "sposata", Tommaso d'Aquino ne indica alcuni non trascurabili: per esempio, perché gli infedeli non avessero motivo di rifiutarlo, se apparentemente illegittimo; perché Maria fosse liberata dall'infamia e dalla lapidazione; perché la testimonianza di Giuseppe garantisse la nascita di Gesù da una vergine... Matteo, tuttavia, è più interessato al motivo cristologico, che si fonda sulla discendenza di Gesù da Davide. La sua garanzia dipende appunto dal fatto che Giuseppe, "figlio di Davide", era riconosciuto da tutti come "sposo di Maria". I figli della moglie, infatti, non sono giuridicamente figli del marito? La legge matrimoniale sta lì proprio per questo, a difesa dell'onore della donna e della prole. Ecco perché Giovanni Paolo II scrive: "Ed anche per la Chiesa, se è importante professare il concepimento verginale di Gesù, non è meno importante difendere il matrimonio di Maria con Giuseppe, perché giuridicamente è da esso che dipende la paternità di Giuseppe" (RC, n.7).

### L'autenticità della paternità di san Giuseppe
Accanto alla testimonianza circa l'origine divina di Gesù, incontriamo nei Vangeli anche quella che Gesù era ritenuto il figlio di Giuseppe. Limitiamoci a Filippo, che dice a Natanaele: "Abbiamo trovato colui del quale hanno scritto Mosè nella Legge e i Profeti: Gesù, figlio di Giuseppe, di Nazareth" (Giovanni 1,45). Bisogna anzi apertamente dire che il matrimonio di Giuseppe con Maria aveva talmente affermato la paternità di Giuseppe da nascondere la sua filiazione divina, ossia il Padre celeste. È stato scritto che Giuseppe è l'ombra del Padre, ma in realtà, secondo il piano di Dio, è invece, Giuseppe che ha messo in ombra il Padre.
L'esortazione di Giovanni Paolo II afferma apertamente che nella santa Famiglia "Giuseppe è il padre: non è la sua una paternità derivante dalla generazione; eppure essa non è apparente o soltanto sostitutiva, ma possiede in pieno l'autenticità della paternità umana, della missione paterna nella famiglia". Ciò comporta che «con la potestà paterna su Gesù, Dio ha anche partecipato a Giuseppe l'amore corrispondente, quell'amore che ha la sua sorgente nel Padre».
Il matrimonio di Giuseppe con Maria e la conseguente legittimazione della sua paternità all'interno della famiglia sono orientate verso l'incarnazione, ossia verso Gesù che ha voluto inserirsi nel mondo in modo "ordinato". Origene definisce Giuseppe appunto come «l’ordinatore della nascita del Signore». Il suo matrimonio onora la maternità di Maria e garantisce a Gesù l'inserimento nella genealogia di Davide, come abbiamo visto. Ma la teologia che fa da chiave a tutta l'esortazione apostolica va ben oltre, come richiede l'unità "organica e indissolubile" tra l'incarnazione e la redenzione (n.6). Di qui l'affermazione che «san Giuseppe è stato chiamato da Dio a servire direttamente la persona e la missione di Gesù mediante l'esercizio della sua paternità: proprio in tale modo egli coopera nella pienezza dei tempi al grande mistero della redenzione ed è veramente ministro della salvezza» (n. 8). La definizione "Ministro della salvezza" descrive perfettamente la grandezza di san Giuseppe, che ha avuto il singolare privilegio di servire direttamente Gesù e la sua missione, ossia la sua opera salvifica. Tutti gli Angeli e i Santi servono Gesù, ma san Giuseppe, insieme con Maria, lo ha servito "direttamente" come padre. Ciò vuol dire che molte delle opere salvifiche di Gesù, definite come "misteri della vita di Cristo", hanno avuto bisogno della "cooperazione" di san Giuseppe. Il riferimento riguarda tutti quei "misteri della vita nascosta di Gesù", nei quali era indispensabile l'intervento paterno. Toccava al padre, infatti, iscrivere il bambino all'anagrafe, provvedere al rito della circoncisione, imporgli il nome, presentare il primogenito a Dio e pagare il relativo riscatto, proteggere il Bambino e la madre nei pericoli della fuga in Egitto. È ancora il padre Giuseppe che ha introdotto Gesù nella terra di Israele e lo ha domiciliato a Nazareth, qualificando Gesù come Nazareno; è Giuseppe che ha provveduto a mantenerlo, a educarlo e a farlo crescere, procurandogli cibo e vestito; da Giuseppe Gesù ha imparato il mestiere, che lo ha qualificato come "il figlio del falegname". Non ci vuole molto sforzo a comprendere quante cose deve fare un padre dal punto umano, civile e religioso. Ebbene, tutto questo lo ha fatto anche Giuseppe.

### Il rispetto dell'uomo giusto
Nel Vangelo di Matteo leggiamo che a Giuseppe viene attribuito il titolo di "giusto". Esso qualifica Giuseppe, che aveva deciso di separarsi da Maria quando aveva conosciuto che aveva concepito per opera dello Spirito Santo. Tale decisione non era dettata da un sospetto, come spesso si legge, ma esprimeva, invece, il "rispetto" verso l'azione e la Presenza di Dio, tale da spiegare la fiducia che gli venne conseguentemente accordata, per mezzo dell'angelo, di tenere con sé la sua sposa e di fare da padre a Gesù. La giustizia di san Giuseppe suppone in lui un'adeguata preparazione dello Spirito Santo. Allo stesso modo che Maria non si è trovata per caso a fare da madre a Gesù, ma era stata "progettata" allo scopo, come si ricava dal dogma dell'Immacolata Concezione, così si può logicamente ritenere che "Dio nel suo amore ha predestinato Maria per san Giuseppe, san Giuseppe per Maria, tutti e due per Gesù. Se Dio ha pensato con tanto amore a Maria come madre del Redentore, ciò non fu mai indipendentemente dal suo matrimonio verginale con Giuseppe; egli non ha mai pensato a Giuseppe se non per Maria e per il suo divin Figlio, che doveva nascere verginalmente in quel matrimonio" (C. Sauvé). Ciò è in perfetto accordo con quanto Leone XIII scrive nella sua enciclica Quamquam Pluries: «È certo che la Madre di Dio poggia così in alto, che nulla vi può essere di più sublime; ma poiché tra la beatissima Vergine e Giuseppe fu stretto un nodo coniugale, non c'è dubbio che a quell'altissima dignità, per cui la Madre di Dio sovrasta di gran lunga tutte le creature, egli si avvicinò quanto mai nessun altro. Poiché il matrimonio è la massima società e amicizia, a cui di sua natura va unita la comunione dei beni, ne deriva che, se Dio ha dato come sposo Giuseppe alla Vergine, glielo ha dato non solo a compagno della vita, testimone della verginità e tutore dell'onestà, ma anche perché partecipasse, per mezzo del patto coniugale, all'eccelsa grandezza di lei».

## Culto
Il culto di san Giuseppe, padre putativo di Gesù e simbolo di umiltà e dedizione, nella Chiesa d'Oriente era praticato già attorno al IV secolo: intorno al VII secolo la Chiesa ortodossa copta ricordava la sua morte il 20 luglio. In Occidente il culto ha avuto una marcata risonanza solo attorno all'anno Mille.

### Festività
La Chiesa cattolica ricorda san Giuseppe il 19 marzo con una solennità a lui intitolata; se il 19 marzo ricorre in una domenica di Quaresima, la festa è spostata al giorno seguente; inoltre, negli anni in cui il 19 marzo cade nella Settimana santa, la celebrazione è anticipata al sabato prima della domenica delle Palme (per esempio, nel 2008 la solennità è stata celebrata il 15 marzo). In alcuni luoghi, come in Vaticano e in Canton Ticino, ma non in Italia, è festa di precetto. I primi a celebrarla furono i monaci benedettini nel 1030, seguiti dai Servi di Maria nel 1324 e dai francescani nel 1399. Venne infine promossa dagli interventi dei papi Sisto IV e Pio V e resa obbligatoria nel 1621 da Gregorio XV. Fino al 1977, il giorno in cui la Chiesa cattolica celebra san Giuseppe era considerato in Italia festivo anche agli effetti civili ma con legge 5 marzo 1977 n. 54 questo riconoscimento fu abolito e da allora il 19 marzo divenne un giorno feriale. In Canton Ticino, in altri cantoni della Svizzera e in alcune province della Spagna, questo giorno è considerato festivo agli effetti civili.
Un'altra festa era quella dello "Sposalizio di Maria Santissima con san Giuseppe" iniziata in Francia nel 1517, adottata dai Francescani nel 1537, promossa in particolar modo da san Gaspare Bertoni, celebrata il 23 gennaio. Il Santo Anello nuziale della Madonna si troverebbe conservato, secondo le tradizioni, nella Cattedrale di Perugia.
Pio IX nel 1847 invece estese a tutta la Chiesa la festa del Patrocinio di san Giuseppe, già celebrata a Roma dal 1478: veniva celebrata la terza domenica dopo Pasqua e fu trasferita in seguito al terzo mercoledì dopo Pasqua. Venne, infine, sostituita nel 1955 da papa Pio XII con la festa di "san Giuseppe Artigiano", assegnata al 1º maggio, affinché la Festa dei lavoratori potesse essere condivisa a pieno titolo anche dai lavoratori cattolici.
In alcuni luoghi era celebrata, il 17 febbraio, "la Fuga in Egitto", conservata ancora oggi nel calendario particolare della Chiesa cattolica in Egitto, mentre i Copti la ricordano il 1º giugno.
Infine, san Giuseppe è ricordato nella festa della Santa Famiglia di Gesù, Maria e Giuseppe, collegata al tempo di Natale. Questa festa è stata introdotta del calendario romano generale da Benedetto XV nel 1921 per essere celebrata nella domenica entro l'ottava dell'Epifania (7–13 gennaio). Dal 1959 si celebra nella domenica che intercorre tra il Natale e il Capodanno; in assenza della domenica la si festeggia il 30 dicembre. Nel rito ambrosiano la ricorrenza viene celebrata nella terza o quarta domenica successiva all’Epifania.
Il 1º maggio si festeggia anche San Giuseppe lavoratore. Questa ricorrenza è stata istituita da Pio XII nel 1955 in sovrapposizione all'analoga Festa dei lavoratori, nata negli Stati Uniti per ricordare tutte le lotte per i diritti dei lavoratori. La data del 1º maggio fu dichiarata ufficialmente come la Festa Internazionale dei Lavoratori al Congresso Internazionale di Parigi del 1889.

### Tavole di San Giuseppe

Tavola di san Giuseppe a Cocumola (Lecce)

In Puglia, nel Salento (per esempio a Faggiano, in provincia di Taranto e nella stessa provincia a San Marzano di San Giuseppe) e in Molise sono diffuse usanze denominate Tavole di San Giuseppe: la sera del 18 marzo le famiglie che intendono assolvere un voto o esprimere una particolare devozione al santo allestiscono in casa un tavolo su cui troneggia un'immagine del santo e sul quale vengono poste paste, verdure, pesci freschi, uova, dolci, frutta, vino. Sono poi invitati a mensa mendicanti, familiari, amici, e tre bambini poveri rappresentanti la Santa Famiglia. Si riceve il cibo con devozione e spesso recitando preghiere, mentre tredici bambine con in testa una coroncina di fiori, dette "tredici verginelle", cantano e recitano poesie in onore di san Giuseppe.
In provincia di Caltanissetta e in particolare nella città di Gela, la tradizione vuole che chi intende fare voto debba, mesi prima, bussare a ogni porta della cittadina e chiedere qualcosa da donare ai poveri in nome di san Giuseppe (denaro o viveri che siano). Nelle proprie abitazioni si allestiscono grandi altari con strutture in legno, adornati con numerose lenzuola bianche ricamate. All'interno si può trovare qualunque tipo di genere alimentare, dal pane alla pasta, dal vino ai liquori. La "Cena di san Giuseppe", così chiamata, viene aperta al pubblico il mezzogiorno del 17 marzo e il 18 marzo tre persone bisognose d'aiuto, in rappresentanza della Sacra Famiglia, vengono fatte accomodare come dei re alla tavola imbandita e viene loro servita la cena. Successivamente, viene diviso tra loro tutto ciò che è stato donato e acquistato grazie alle offerte dei devoti.
Uno dei paesi simbolo delle Tavole di San Giuseppe è San Marzano di San Giuseppe, in provincia di Taranto. Vi si svolge la tradizionale Tavola di San Giuseppe e i famosi "tredici piatti", che vengono offerti a curiosi e turisti. È un paese che conserva le tradizioni albanesi e dove si parla l'antica Lingua arbëreshe che parlava Giorgio Castriota Skanderbeg, principe condottiero degli albanesi.
Talvolta è un intero quartiere a provvedere ed allestire le tavole all'aperto. Alimento tradizionale di questa festa è la frittura, nota con il nome di "frittelle" a Firenze e a Roma, "zeppole" a Napoli e in Puglia, "sfincie" a Palermo. In alcune parti la festa è associata all'accensione di falò.
San Giuseppe è molto onorato in tutta l'isola siciliana. Degne di menzione sono le numerose "mense" a Borgetto, sfarzosi altari ornati di veli e pietanze, e gli altari di Salemi, strutture rivestite di foglie e addobbate con innumerevoli ed elaborate forme di pani realizzate a mano.
Nel Canton Ticino sono tradizionali i "tortelli di san Giuseppe". A Gravina in Puglia c'è l'usanza di preparare la focaccia di san Giuseppe, u ruccl in dialetto gravinese, una sorta di calzone ripieno di cipolle sponsali, uvetta e alici sotto sale o sott'olio arrotolate a forma di spirale, preparato con l'impasto della focaccia in olio extravergine d'oliva.

### Falò di san Giuseppe
Nella Val Trebbia, nel cuore del territorio delle Quattro Province, si festeggia ancora oggi con la festa di san Giuseppe il rito serale del falò, che segna il passaggio dall'inverno alla primavera. Con il falò viene anche bruciato un fantoccio, la "vecchia", che simboleggia l'inverno. Molti traggono auspici per la primavera prossima da come arde il fantoccio. Un tempo in tutte le vallate ardevano migliaia di falò, che infiammavano di un tenue rossore le serate della zona; ora ardono ancora nei centri comunali con piccole sagre e canti. Un dolce tipico sono le frittelle di san Giuseppe (in dialetto, farsò) che accompagnano la festa. A Bobbio la festa è una tradizione millenaria.
Anche nel paese di Mormanno sono immemorabili le origini di questa tradizione, che vuole che in tutti i quartieri siano accesi grossi falò in onore al Santo, seguiti da musiche e balli tradizionali.
A Itri, in provincia di Latina, era uso fino a qualche anno fa che già due mesi prima della festa i ragazzi, spesso accompagnati da persone adulte, si recassero nei vicini boschi a tagliare piante di giovani lecci: lo scopo era di raccogliere quante più piante possibile per poter il giorno della festa accendere il fuoco più grande tra tutti i rioni del paese. Ancora oggi, nel giorno di san Giuseppe, all'imbrunire, in tutto il paese si accendono decine e decine di falò, nei pressi dei quali si organizzano feste con degustazione di prodotti tipici, tra cui le zeppole di san Giuseppe, fritte direttamente accanto ai fuochi.
Sempre in provincia di Latina, a Tremensuoli, frazione di Minturno, in contrada Piazzatella, il Comitato di Quartiere, insieme con i devoti a san Giuseppe, la sera del 18 marzo prepara ed accende il falò e procede alla distribuzione del pane benedetto (le "cuccetelle"), che è farcito di una minestra di ceci e fagioli (la "menestella"), preparata e cotta dalle donne dell'antico casale in cocci di terracotta vicino al fuoco del camino. Gratuitamente si distribuisce ai presenti anche vino locale, lupini e dolci tipici (zeppole di san Giuseppe). La sera del 18 marzo in contrada Monte San Luca si ripete l'evento, organizzato dalle famiglie Lepone/Serao.
In Puglia, a San Marzano di San Giuseppe (TA), ogno anno si svolge il 18 marzo il tradizionale "falò di san Giuseppe", detto Ziarr i Madhe, che è il più grande e antico in Italia. Nato nel 1866, è unico, in quanto viene realizzato con oltre 50 carri pieni di fascine di ulivo, trainati da cavalli e da più di 5000 persone che trasportano tronchi sulle spalle. Alcuni cavalli si inginocchiano davanti al patrono san Giuseppe, in segno di forte devozione. San Marzano è un paese di origine albanese dove si parla ancora la lingua arbëreshë.
A Venafro, in Molise, la sera del 18 marzo si accendono i tradizionali "favor" nelle piazze dei vari rioni del centro storico, ovvero dei falò di varie grandezze. Ogni rione si organizza preparando prodotti tipici e intrattenimenti musicali di vario genere, per poter accogliere al meglio le centinaia e centinaia di visitatori che affollano strade, vicoli e piazze del suggestivo e incantevole centro antico. Tra i prodotti della tradizione non possono mancare i "sciusc", le zeppole di san Giuseppe e il vino locale. È un rito antichissimo che a cavallo tra gli anni '80 e '90 del secolo scorso stava gradualmente scomparendo; oggi, grazie all'impegno di giovani e meno giovani, questa manifestazione sta diventando un evento in grado di richiamare visitatori da tutto il circondario.
A Monte Sant'Angelo, in provincia di Foggia, la tradizione dei falò rionali è ancora viva (notte tra il 18 e il 19 marzo) e si sviluppa tra canti, balli, vino e pietanze legate alla tradizione popolare, rendendo unica e suggestiva l'atmosfera tra le viuzze del centro storico, illuminate di riflesso e a sprazzi dalle alte vampe. Anche a Mattinata, sempre in provincia di Foggia, in occasione della festa di san Giuseppe, fino a dieci anni fa, venivano accesi falò in tutti i rioni. Dal 2000 viene acceso un unico grande falò sul sagrato della chiesa abbaziale di Santa Maria della Luce, con un programma sia religioso sia civile di fuochi pirotecnici, balli tradizionali, canti e degustazione di prodotti tipici del territorio.
Anche a Serracapriola, piccolo centro dell'Alto Tavoliere alle porte del Molise, continua immutata negli anni la tradizione dei falò di san Giuseppe. Ogni anno, ragazzi e adulti raccolgono dai campi i cosiddetti "ceppi", cioè i rami residui dalla potatura degli olivi secolari, per formare alte pire da accendere la sera della festività del Santo; i più temerari si cimentano nel "salto del falò" per testimoniare coraggio e sprezzo del pericolo. Durante i falò vengono offerti agli spettatori presenti zeppole salate e vino.
Lo stesso avviene a Torremaggiore, sempre nell'Alto Tavoliere, con le stesse modalità e formazioni, dove l'Associazione Culturale "Tradizione di Fuoco" dal 2011 ha ridato lustro a questo sentito e maestoso evento, che vede l'intera comunità unirsi nei vari falò; le varie associazioni, enti e comitati, nel pieno rispetto delle tradizioni, propongono eventi musicali ed eno-gastronomici che attirano pubblico anche da fuori regione. Al rintocco delle campane, che avvertono della fine dei vespri, tutti i falò vengono accesi, mentre il più maestoso, quello dell'Associazione Culturale "Tradizione di Fuoco", viene ritardato di circa 30 minuti per far sì che tutto il pubblico degli altri falò possa arrivare nella piazza/posteggio sito nelle vicinanze del cinema cittadino per assistere all'accensione tecno-pirotecnica del falò, seguito dall'apertura degli stand e dall'inizio degli spettacoli di balli e canti della tradizione locale.
Anche a Mottola, in provincia di Taranto, nel rione San Giuseppe, ove sorge una chiesa intitolata al Santo, ogni anno in occasione della festa di san Giuseppe si accendono i "fuochi" e durante la serata vengono arrostiti i ceci, piatto tradizionale della festa.

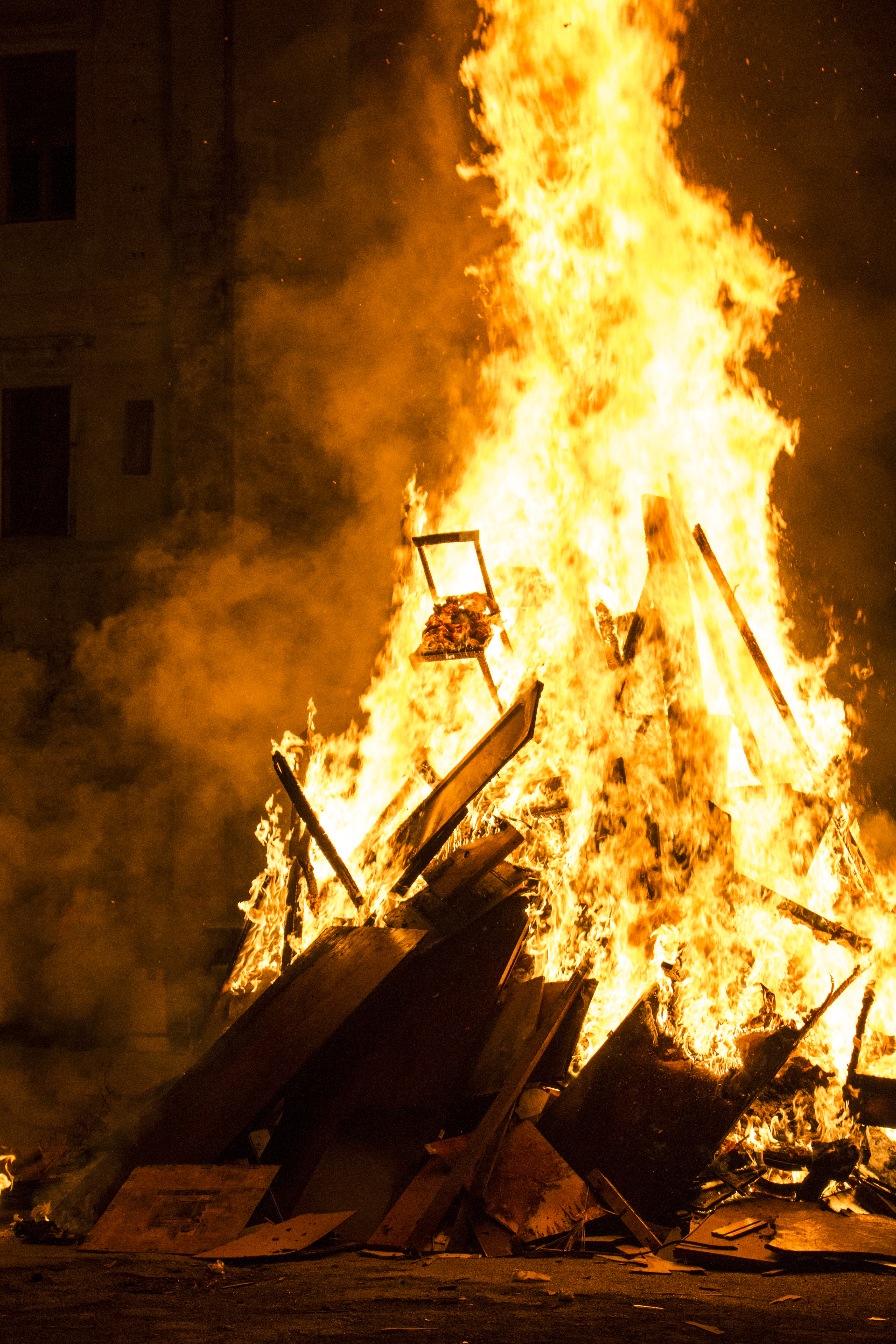
Vampa di san Giuseppe alla Kalsa, Palermo 2019.

Il "fuocarone di san Giuseppe" è tradizione antichissima anche a Villa Basilica, nella minuscola frazione di Guzzano. Fino a qualche anno fa si accendeva il fuoco proprio il giorno di san Giuseppe, tradizione poi spostata al sabato successivo alla celebrazione. Qualche giorno prima della data del falò gli uomini del paese vanno al bosco alla ricerca di un tronco di pino che abbia le caratteristiche giuste. Il pino, tagliato, viene portato nella piazzola antistante l'abitato e piantato per terra dopo essere stato privato dei rami. Intorno viene costruito il fuocarone, con i rami stessi, la paglia e altro legno, in modo da avere una vera e propria pira alta anche una decina di metri. La sera stabilita, dopo la celebrazione della messa in onore del santo, viene appiccato il fuoco e, per ore, intorno a esso si canta, si suona, si balla e si consumano i cibi tipici della zona.
In Romagna, nella vallata del fiume Montone, a Rocca San Casciano era tradizione accendere un falò la sera, all'imbrunire della vigilia di san Giuseppe, bruciando le potature di viti o rami di arbusti; non sembra ci fossero particolari piatti o riti oltre al fuoco, ma sicuramente era un buon motivo per stare a veglia con i vicini o conoscenti.
Anche a Castrovillari, in provincia di Cosenza, la sera del 18 marzo si accendono in tutti i quartieri della città dei falò, chiamati "fucarine di san Giuseppe" e si eseguono balli e canti. Alla cima del falò viene issata l'immaginetta del Santo per invocare la sua protezione. Il piatto che si cucina in questa festa è la tagliatella con i ceci, in dialetto locale chiamata "lagana con ciciri". Dal 1992 si è costituita una giuria di sagra, che decreta alla fine del falò tre vincitori che si aggiudicano una coppa per aver eretto i falò più grandi e cucinato le migliori prelibatezze locali.
A Palermo la festa di san Giuseppe è celebrata con le cosiddette "Vampe", degli enormi falò che vengono allestiti in diversi rioni della città.

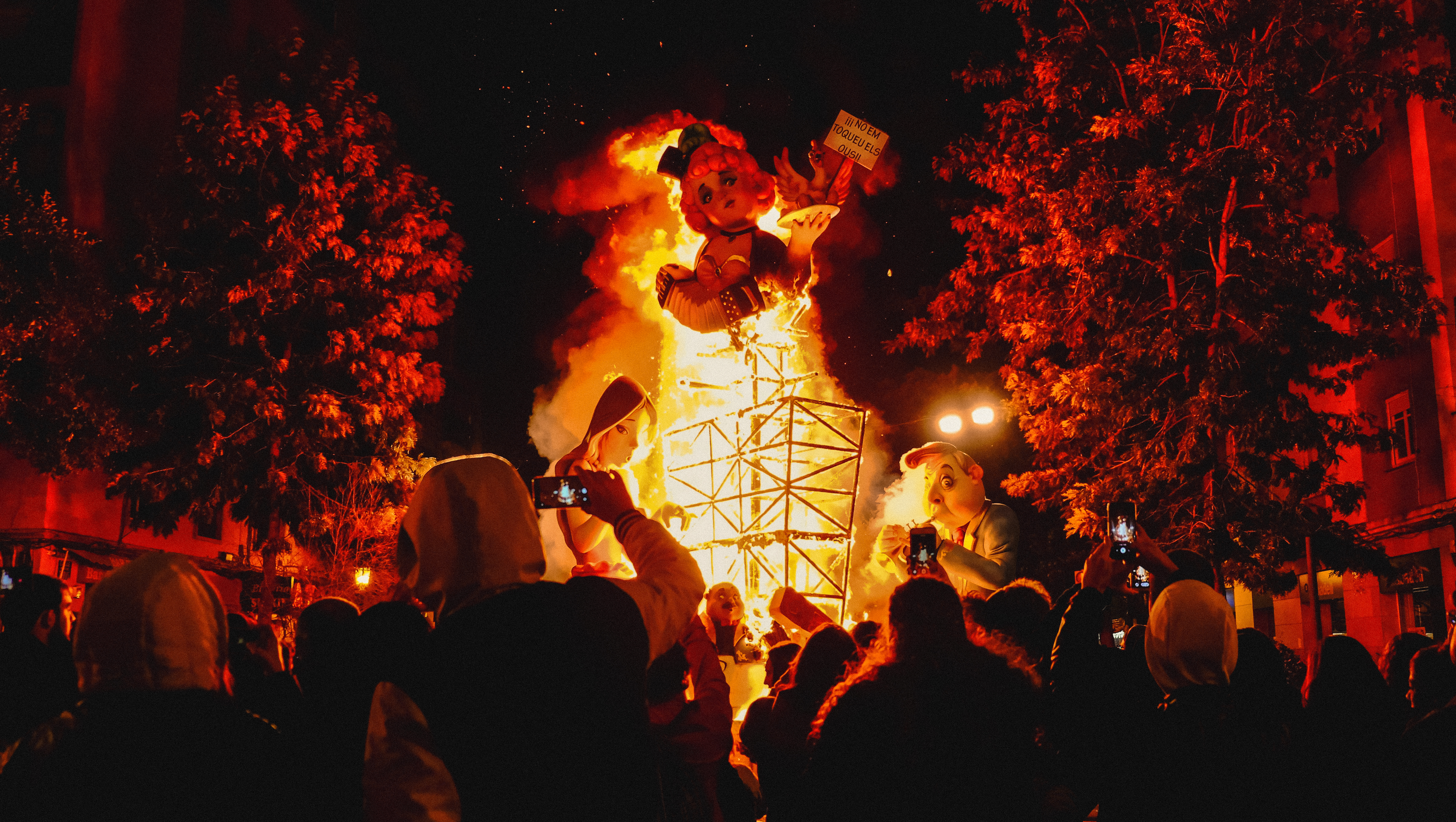
Nit del Foc a Valencia, 2018

Nel centro storico di Fasano, in Puglia, la manifestazione consiste nell'accensione di un grande falò in largo Seggio e largo San Giovanni Battista. Tutt'intorno sono presenti degli stand ove è possibile degustare prodotti tipici. Anche nelle altre frazioni si festeggia san Giuseppe: a Cocolicchio, per la "Fanova di San Giuseppe fra i trulli", i trulli della piazza centrale vengono illuminati e riscaldati dal falò tra degustazioni di focaccia cotta nel forno a legna e vino prodotto nella zona del Canale di Pirro. A Torre Canne l’evento è organizzato dal "Comitato feste patronali" nel porticciolo della frazione. Il falò viene accompagnato dalla degustazione di zeppole, frittura di pesce e panini col polpo.
A Valencia e in altri comuni dell'omonima regione, ogni anno dall'ultima domenica di febbraio al 18 marzo si celebrano le "Falles" o festa di san Giuseppe. Dopo settimane di feste, concerti, sfilate e giochi pirotecnici, queste culminano nella Nit del Foc, notte del fuoco, in cui s'incendiano centinaia di sculture di cartapesta (Falles appunto) costruite nei quartieri da maestri artigiani sovvenzionati da apposite congregazioni di quartiere (anche esse denominate Falles). Questa festa è riconosciuta come Patrimonio immateriale dell'Umanità dall'UNESCO.

### Pratiche devozionali
San Giuseppe è un santo molto onorato dalla Chiesa cattolica e per questo ricevette parecchi riconoscimenti liturgici: nel 1726 il suo nome fu inserito nelle Litanie dei santi e nel 1815 nella preghiera A cunctis; nel 1833 fu approvata la recita di un piccolo "ufficio di san Giuseppe" al mercoledì e undici anni dopo il nome del Santo fu annoverato fra le invocazioni nelle preghiere da recitare dopo la Messa. Nel 1889 venne prescritta la preghiera A te o beato Giuseppe, da recitare nel mese d'ottobre dopo il Rosario, mentre nel 1919 fu inserito nel Messale un prefazio proprio di san Giuseppe. Nel 1962, durante il Concilio Vaticano II, papa Giovanni XXIII volle inserire il nome di san Giuseppe nel Canone Romano. Nel 2013 papa Francesco, ratificando quanto già nei desideri di papa Benedetto XVI, ha stabilito che san Giuseppe fosse invocato dopo la Vergine Maria in tutte le altre preghiere eucaristiche del rito romano.
La più antica pratica devozionale in onore del santo risale al 1536 ed è chiamata "pratica dei Sette dolori e allegrezze di san Giuseppe"; secondo una leggenda, riportata da fra Giovanni da Fano (1469-1539) fu il santo stesso, salvando due naufraghi da una tempesta, a promuovere e creare questa pia pratica.
Nel 1597 furono pubblicate a Roma le prime Litanie di san Giuseppe, nel 1659 approvato il Cingolo o Cordone di san Giuseppe, nel 1850 la Coroncina di san Giuseppe, lo Scapolare di san Giuseppe nel 1893, per ordine della Santa Sede. Altre pratiche sono quelle del Sacro Manto, dei nove mercoledì, la Novena perpetua, la Corona Perpetua, la Corte Perpetua. I papi Pio IX e Pio XI inoltre consacrarono il mese di marzo a san Giuseppe. In occasione dell'Anno di San Giuseppe nel 2021 papa Francesco ha voluto rivedere e aggiornare le Litanie.

### Chiese e patronati

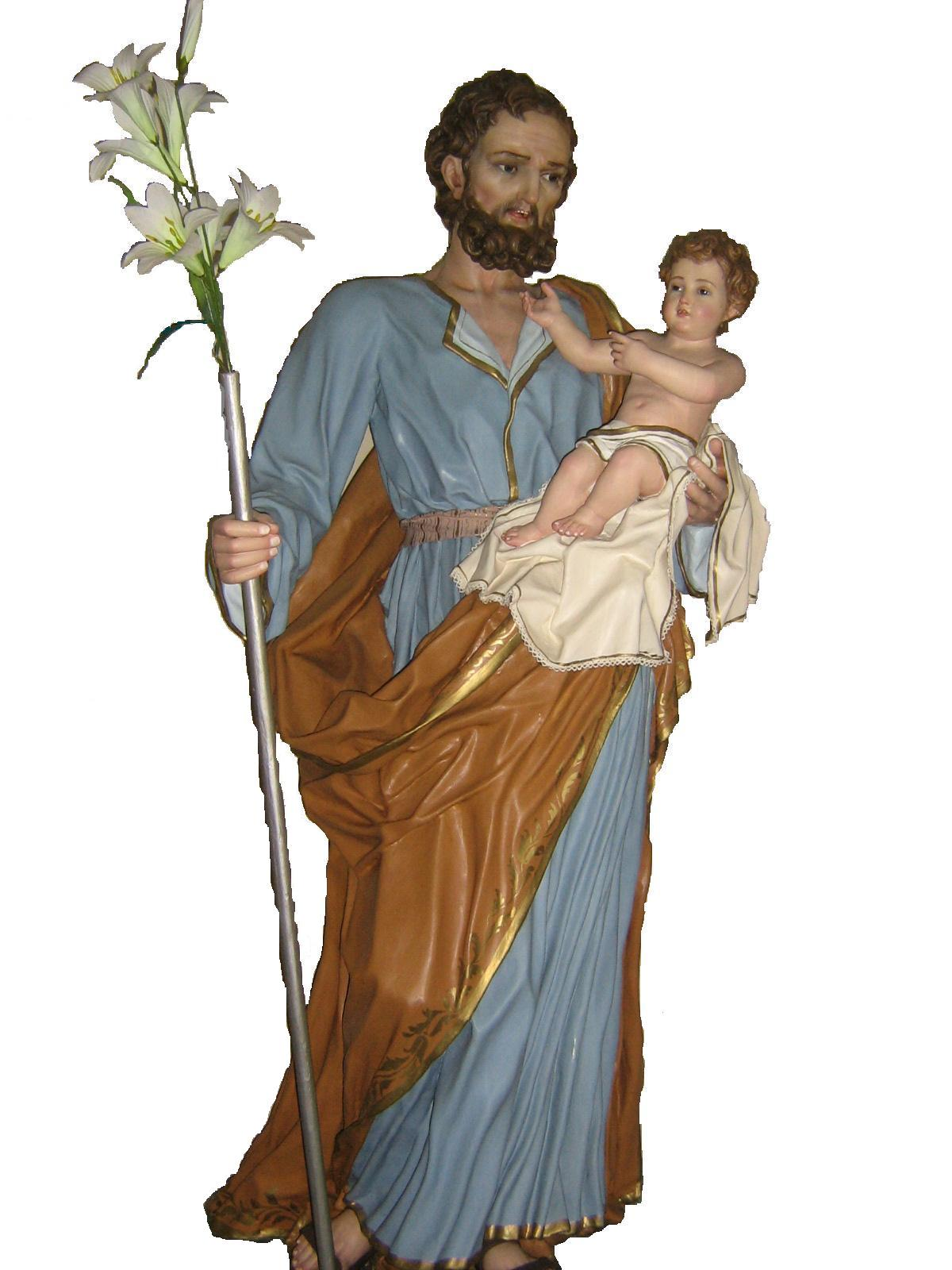
Simulacro di san Giuseppe del XVIII secolo (cartapesta) venerato a Cocumola- Lecce

A Betlemme c'è una piccola chiesa, chiamata "Casa di san Giuseppe". Secondo recenti studi questa non è la vera casa dove Gesù fu adorato dai Re Magi, perché la chiesa, ricostruita dai francescani, non può vantare una tradizione anteriore al IV secolo.
In quanto alla casa di Giuseppe a Nazareth, fino al VI secolo rimase nelle mani dei giudeo-cristiani. Vi avevano eretto due chiesine, una dov'era la casa di Maria e l'altra, dov'era la casa di Giuseppe. Lo attesta il pellegrino francese, Arculfo, che era sacerdote: "Nella chiesina dell'ex-casa di Giuseppe si trovava anche un pozzo lucidissimo dove i fedeli andavano ad attingere acqua per benedizione, tirandola con secchi dal pavimento della chiesa stessa". Nel VII secolo la pressione musulmana fece sparire questo santuario. L'altra chiesa, quella di Maria, non fu distrutta, ma esposta a pericoli. Solo nel XII secolo i crociati ricostruirono solennemente questa chiesa dedicata all'Annunciazione e vi collocarono i ricordi alla sacra famiglia, a Maria, a Giuseppe e alla sua tomba. Edificarono anche su rovine un'altra chiesa, che nella tradizione locale fu considerata come la casa di Giuseppe.
In Italia la chiesa più antica dedicata al santo si trova a Bologna, costruita dai Benedettini nel 1129. A Roma la chiesa più antica è quella di San Giuseppe dei falegnami al Foro Romano, costruita nel 1540. Chiese e santuari dedicati al santo si ritrovano poi in tutto il mondo. Tra i santuari il più imponente è però quello di Montréal, in Canada, fondato nel 1904 dal beato Andrè. In Italia vi sono infine quattro basiliche minori: a Roma (San Giuseppe in Trionfale), a Brescia, a Bisceglie, a Seregno. La concattedrale di Vasto dell'arcidiocesi di Chieti-Vasto è a lui dedicata.
L'8 dicembre 1870 Pio IX lo proclamò patrono della Chiesa universale, dichiarando esplicitamente la sua superiorità su tutti i santi, seconda solo a quella della Madonna. Ciò rifletteva l'antica tradizione gerarchica che vede il culto di iperdulia della Vergine superiore a quello di tutti gli altri santi; a san Giuseppe fu riservato il culto detto di protodulia.
Papa Leone XIII scrisse la prima enciclica interamente riguardante il santo: la Quamquam pluries, del 15 agosto 1889.
Il 26 ottobre 1921, papa Benedetto XV estese la festa della Sacra Famiglia a tutta la Chiesa.
Innumerevoli sono le categorie che lo considerano loro speciale patrono: viene invocato per l'infanzia, gli orfani, i vergini, la gioventù, le vocazioni sacerdotali, le famiglie cristiane, i profughi, gli esiliati. È speciale patrono degli operai in genere e segnatamente dei falegnami e degli artigiani. Si ricorre a lui inoltre per le malattie agli occhi, per gli ammalati gravi e in particolare per i moribondi.
Nel secolo scorso un monumentale santuario è stato innalzato ai piedi del Vesuvio a San Giuseppe Vesuviano (Napoli), paese che ne porta il nome.

### Reliquie

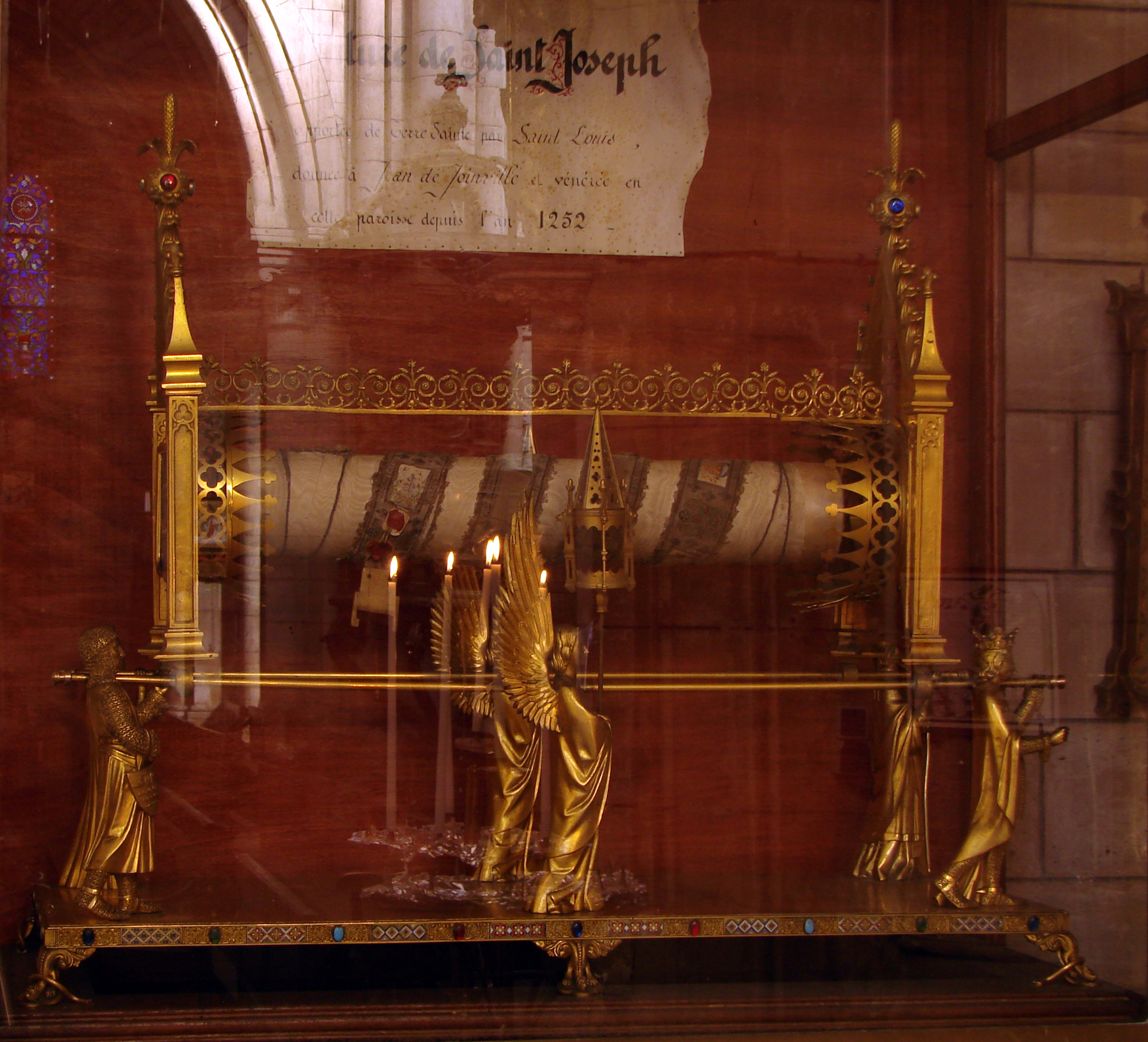
La cintura di san Giuseppe

Non ci sono reliquie di ossa di san Giuseppe. Perugia dal 1477 si vanta di possedere l'anello nuziale di san Giuseppe; esso proviene da Chiusi, dove sarebbe stato portato da Gerusalemme nell'XI secolo.
In Francia, nella chiesa di Notre-Dame di Joinville è conservata la cintura di san Giuseppe, là portata da un crociato, nel 1252. Ad Aquisgrana, in Germania, nel tesoro di Carlo Magno figurano delle bende, ricavate dai calzettoni di san Giuseppe per fasciare Gesù.
Nel Sacro Eremo di Camaldoli (Arezzo) si conserva il bastone di san Giuseppe. Esso proviene da Nicea, offerto dal cardinale Basilio Bessarione, nel 1439.
Anche a Napoli presso il Real Monte e Arciconfraternita di San Giuseppe dell'Opera di vestire i Nudi si reclama la presenza del bastone di san Giuseppe. Esso dalla Terrasanta giunse in Inghilterra, presso un convento carmelitano nel Sussex agli inizi del XIII secolo e fu poi portato a Napoli dal Cavalier Grimaldi nel 1712 a seguito dell'acquisizione dalla famiglia aristocratica Hampden, mentre con decreto della Curia Arcivescovile di Napoli in data 14 marzo 1714 la reliquia fu riconosciuta come autentica. Trovò collocazione definitiva nella Chiesa di San Giuseppe dei Nudi nel 1795 con solenni festeggiamenti proclamati dal Re di Napoli.
Con relativa frequenza si possono incontrare frammenti del mantello o vesti di san Giuseppe.

#### Apparizione di san Giuseppe
Il 7 giugno 1660, sul Mont Bessillon, vicino a Cotignac, Gaspar Ricard, un pastore di ventidue anni, stava pascolando le sue pecore. Verso mezzogiorno, finita l'acqua della borraccia, si fermò assetato sotto un albero per riposare, quando gli apparve uno sconosciuto che si presentò come san Giuseppe, invitandolo a spostare un masso dove avrebbe trovato l'acqua. Il masso era enorme, ma il pastore riuscì con meraviglia a spostarlo con facilità e poté dissetarsi con l'acqua sgorgata dal terreno. Voltatosi per ringraziare, si accorse che non c'era più nessuno. Luigi XIV si recò in visita alla fonte miracolosa, diventata luogo di pellegrinaggio e papa Alessandro VII riconobbe l'apparizione. Si tratta dell'unico caso di un'apparizione del solo san Giuseppe riconosciuta dalla Chiesa. Sul luogo sorse un'abbazia dedicata a san Giuseppe, attualmente monastero di clausura.

#### L'anno di san Giuseppe
Papa Francesco, con la lettera apostolica Patris corde dell'8 dicembre 2020, ha indetto uno speciale "Anno di San Giuseppe", che si è concluso l'8 dicembre 2021, per celebrare il 150º anniversario della proclamazione di san Giuseppe a patrono della Chiesa universale (1870). Durante tale periodo è stato possibile ottenere indulgenze secondo le modalità indicate dalla Chiesa.

## Nell'arte

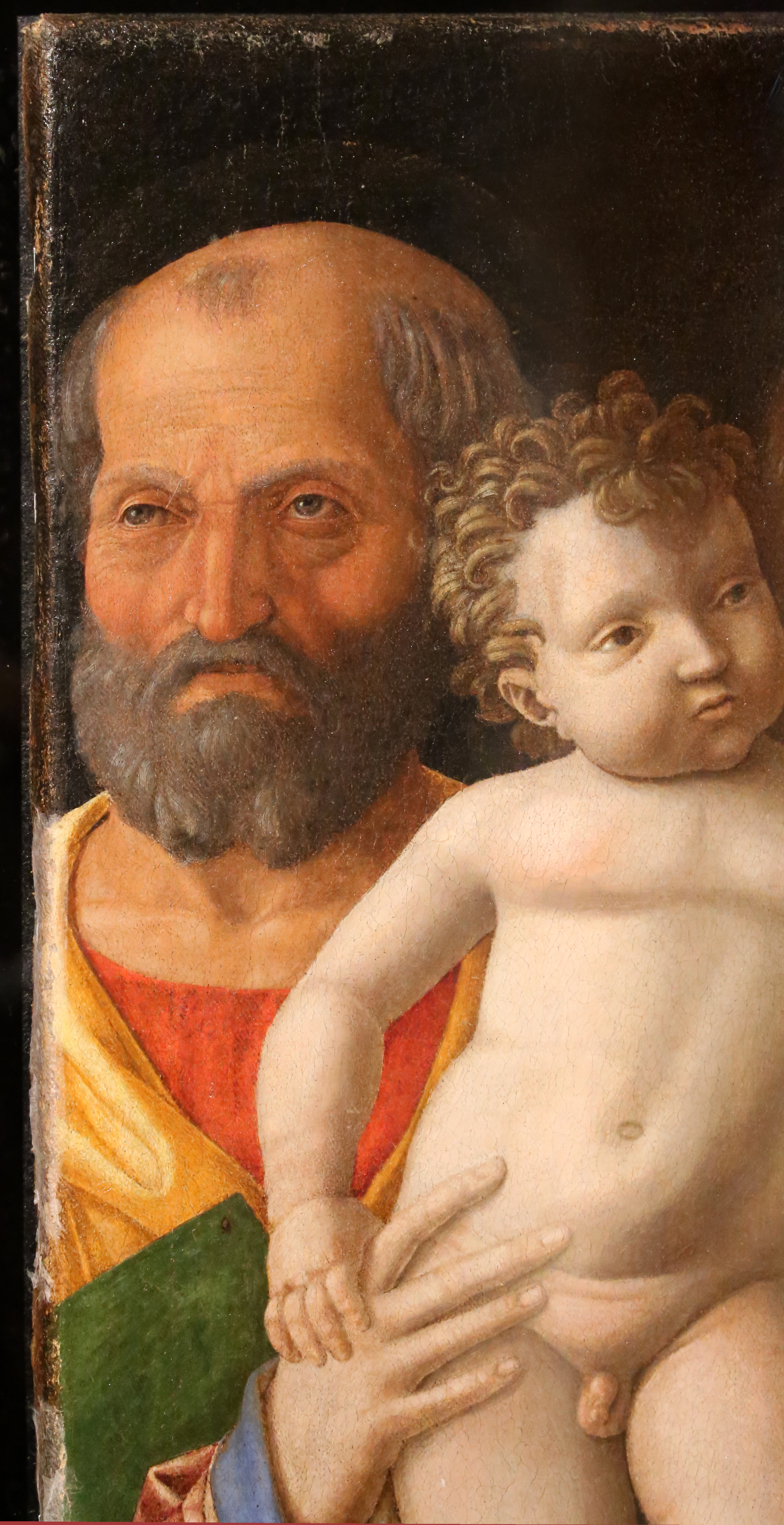
Andrea Mantegna, Sacra Famiglia con una santa (dettaglio)

Fino al primo Medioevo, le rappresentazioni isolate di Giuseppe nell'arte figurativa, al di fuori di scene come la Natività e la Fuga in Egitto, sono estremamente rare e sporadiche, per lo più in connessione con i patriarchi e gli antenati di Cristo. Nella Natività di Gesù e nelle scene a essa correlate (Adorazione dei pastori o dei Magi), Giuseppe solitamente dorme, a simboleggiare la sua partecipazione inattiva alla generazione del figlio. Nella Fuga e nel Riposo in Egitto ha un ruolo più attivo e solo nel tardo Rinascimento questo tipo di scene assumono un tono più domestico e quotidiano (come nella Madonna della Scodella di Correggio). Compare inoltre nella Presentazione di Gesù al Tempio e nella Circoncisione, magari mentre porta l'offerta delle tortore bianche, in scene che talvolta contaminano i due episodi.
Un altro tipo di iconografia, più rara e diffusa soprattutto nel Nord-Europa, è quella del Dubbio di Giuseppe, in cui un angelo compare in sogno all'uomo durante la gravidanza di Maria, rassicurandolo sulla natura divina dell'evento (un bell'esempio dell'inizio del XV secolo si trova a Strasburgo).
La più antica raffigurazione di Giuseppe come santo a sé stante, con l'attributo della verga fiorita, risale invece a Taddeo Gaddi nella cappella Baroncelli in Santa Croce a Firenze (1332-1338). Egli è dipinto per lo più come uomo anziano, barbuto, con vestiti di foggia antica e un mantello tipicamente giallo o arancione. Accanto alla verga fiorita possono apparire, come attributi, il bastone del viandante, gli strumenti del falegname e il giglio, simbolo di purezza.
A partire dalla fine del XV secolo o dagli inizi del XVI secolo diventa frequente la rappresentazione per la devozione privata della Sacra Famiglia (si pensi ai tanti esempi di Mantegna o di Botticelli), che è vista anche come Trinità Terrestre. La figura di Giuseppe è comunque sempre defilata rispetto alla Madonna col Bambino e in questo senso rappresentò una sconvolgente eccezione il Tondo Doni di Michelangelo, con Gesù sulle ginocchia del padre putativo e Maria che si volta per prendere (o per consegnare) il figlio.

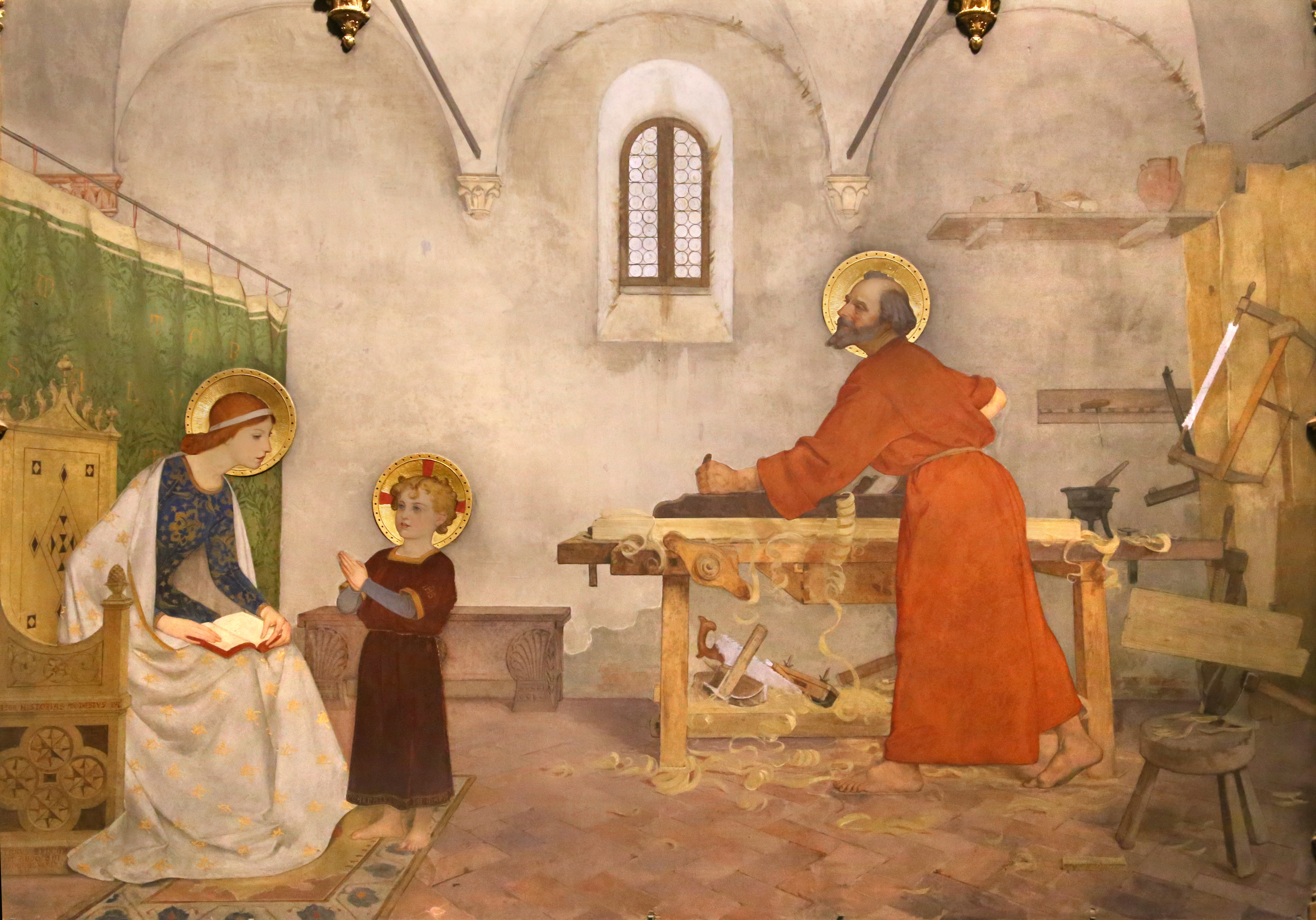
Modesto Faustini, Bottega di san Giuseppe falegname

Tra le scene che includono Giuseppe, c'è quella dello sposalizio di Maria, in cui l'anziano viene scelto tra altri pretendenti per il fiorire della sua verga. Un noto esempio è quello di Raffaello. In queste rappresentazioni era importante rappresentare Giuseppe anziano, sottintendendo che non avrebbe potuto consumare il matrimonio con Maria e preservando quindi il dogma della Verginità. Tuttavia esistono alcuni esempi controversi il cui Giuseppe è rappresentato con un giovane (come nel caso del Rosso Fiorentino o in quello di Andrea del Sarto) e ciò è stato spiegato come un'allusione al ringiovanimento della Chiesa promosso da alcuni pontefici come papa Leone X.
Tra Sei e Settecento la devozione a Giuseppe inizia a fiorire come non mai, promossa soprattutto da Teresa d'Avila e dalla Compagnia di Gesù, così che il santo troverà maggiore presenza su altari a lui solo dedicati e di conseguenza anche nell'arte figurativa. La zona irradiante di questo culto è la Spagna, in particolare Toledo, dove esiste la cappella di San José, con il santo rappresentato in compagnia di Gesù adolescente da El Greco. Diventano così frequenti le rappresentazioni indipendenti di Giuseppe col Bambino in braccio, senza Maria e le scene della morte del santo, nel suo letto domestico, consolato dal figlio ormai giovane adulto e dalla moglie (si pensi alle numerose versioni del soggetto dipinte da Luca Giordano).
In epoca moderna e contemporanea, accanto al proseguire delle iconografie tradizionali, si assiste con maggiore frequenza alla rappresentazione di Giuseppe come falegname e lavoratore: in queste scene si può cogliere l'eco delle tensioni sociali di Otto e Novecento, a cui la Chiesa rispondeva con l'immagine conciliante del santo "lavoratore divino" che insegna al piccolò Gesù il mestiere come padre esemplare. Si possono citare come esempi la scena nella cappella dedicata al santo nella basilica di Loreto, di Modesto Faustini o la pala nella basilica di San Lorenzo a Firenze, di Pietro Annigoni.

## Società e istituti religiosi intitolati a san Giuseppe

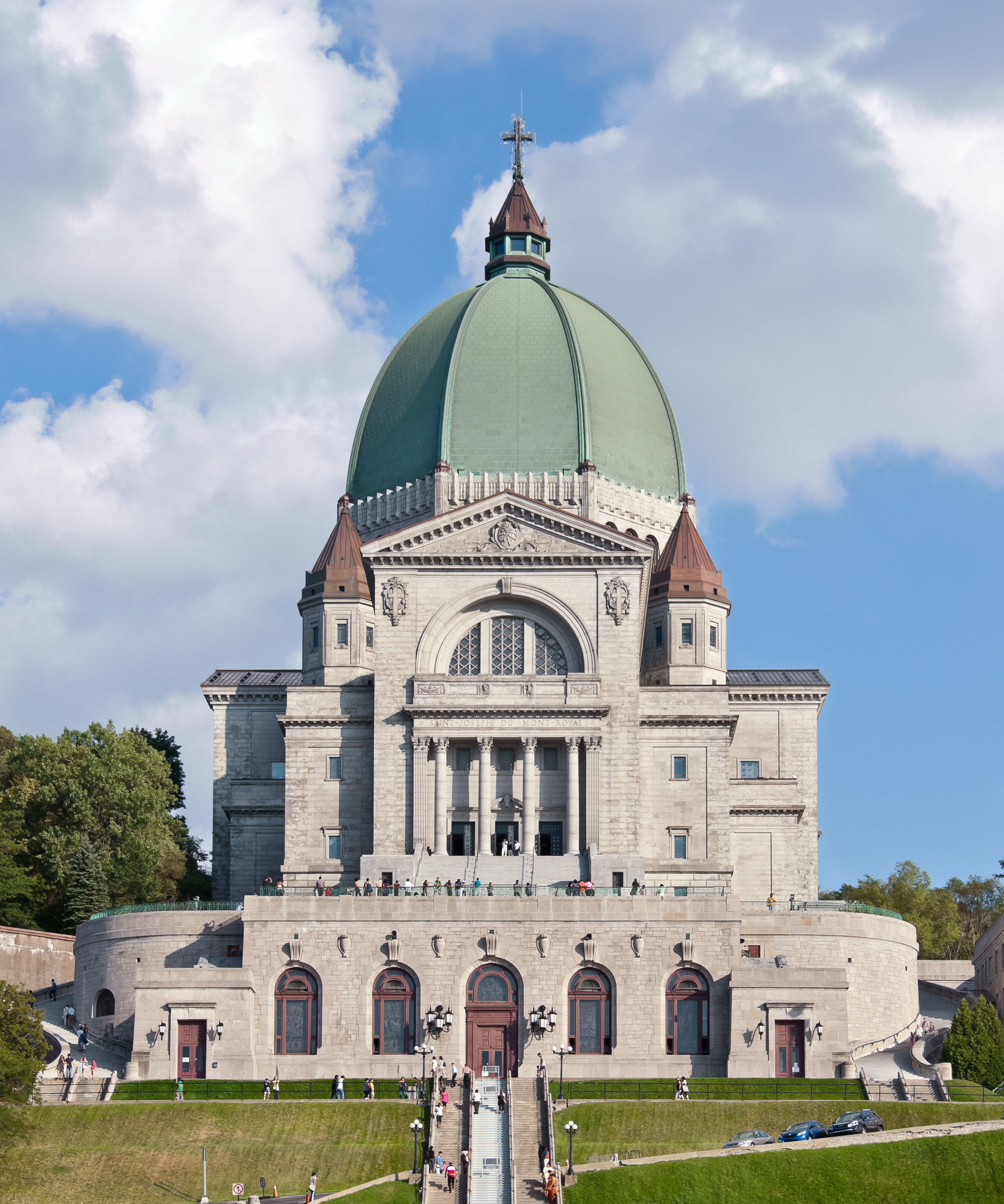
Oratorio di San Giuseppe, Montreal, la chiesa più grande del Canada

Molte città, paesi e località prendono il nome da San Giuseppe. Secondo la National Geospatial-Intelligence Agency (NAGI), la forma spagnola, San José, è il toponimo più comune al mondo. Probabilmente i San José più conosciuti sono San José in Costa Rica e San José in California, Stati Uniti, che presero il nome dai coloni spagnoli. Giuseppe è il santo patrono del Nuovo Mondo e di molti paesi (Austria – particolarmente venerata in Carinzia, Stiria e Tirolo,, Croazia – proclamata patrono del Regno di Croazia dal Sabor croato il 9 giugno 1687) e di diverse città principali (Karlovac), diocesi e regioni amministrative (la Contea di Karlovac in Croazia).
Molte chiese, monasteri e altre istituzioni sono dedicate a San Giuseppe. L'Oratorio di San Giuseppe è la chiesa più grande del Canada, con la cupola più grande del suo genere al mondo dopo quella della Basilica di San Pietro a Roma. In altre parti del mondo le chiese intitolate al santo possono essere note come chiese di San Giuseppe, ad esempio San Giuseppe dei Teatini, San José, ad esempio la Cattedrale metropolitana di San José o São José, ad esempio a Porto Alegre, in Brasile.
- Ancelle del Sacro Cuore di Gesù di San Giuseppe
- Ancelle di San Giuseppe
- Congregazione delle suore di San Giuseppe
- Congregazione di San Giuseppe (Giuseppini del Murialdo)
- Figlie di Maria Immacolata sotto il patrocinio di San Giuseppe
- Figlie di San Giuseppe, di Girona
- Figlie di San Giuseppe del Caburlotto
- Figlie di San Giuseppe di Genoni, fondate nel 1894 in Sardegna dal venerabile Felice Prinetti
- Figlie di San Giuseppe di Rivalba
- Figlie di San Giuseppe, protettrici dell'infanzia
- Francescani familiari di San Giuseppe
- Fratelli giuseppini del Rwanda (Bayozefiti)
- Giuseppine della Santissima Trinità
- Giuseppini del Belgio
- Istituto delle suore di San Giuseppe
- Madri degli abbandonati e di San Giuseppe della Montagna
- Missionari di San Giuseppe del Messico
- Missionarie catechiste di San Giuseppe
- Oblati di San Giuseppe (Giuseppini d'Asti)
- Piccole figlie di San Giuseppe, del Québec
- Piccole figlie di San Giuseppe, di Verona
- Piccole Suore di San Giuseppe di Montgay
- Pie operaie di San Giuseppe
- Religiose ospedaliere di San Giuseppe
- Serve di San Giuseppe
- Società di San Giuseppe del Sacro Cuore (Giosefiti)
- Società missionaria di San Giuseppe di Mill Hill
- Suore carmelitane di San Giuseppe, di Barcellona
- Suore carmelitane di San Giuseppe, del Salvador
- Suore carmelitane di San Giuseppe, di Saint-Martin-Belle-Roche
- Suore carmelitane teresiane di San Giuseppe
- Suore del patrocinio di San Giuseppe
- Suore di San Giuseppe del Messico
- Suore di San Giuseppe del Sacro Cuore di Gesù
- Suore di San Giuseppe dell'Apparizione
- Suore di San Giuseppe della Pace
- Suore di San Giuseppe di Annecy
- Suore di San Giuseppe di Aosta
- Suore di San Giuseppe di Buenos Aires
- Suore di San Giuseppe di Buffalo
- Suore di San Giuseppe di Carondelet
- Suore di San Giuseppe di Chambéry
- Suore di San Giuseppe di Cluny
- Suore di San Giuseppe di Concordia
- Suore di San Giuseppe di Cracovia
- Suore di San Giuseppe di Cuneo
- Suore di San Giuseppe di Filadelfia
- Suore di San Giuseppe di Gerona
- Suore di San Giuseppe di Lione
- Suore di San Giuseppe di Lochinvar
- Suore di San Giuseppe di Orange
- Suore di San Giuseppe di Pinerolo
- Suore di San Giuseppe di Pittsburgh
- Suore di San Giuseppe di Rochester
- Suore di San Giuseppe di Saint-Hyacinthe
- Suore di San Giuseppe di Saint-Vallier
- Suore di San Giuseppe di San Marco
- Suore di San Giuseppe di Sault Sainte Marie
- Suore di San Giuseppe di Tarbes
- Suore di San Giuseppe di Torino
- Suore di San Giuseppe di Toronto
- Suore di San Giuseppe di Treviri
- Suore di San Giuseppe in Canada
- Suore di San Giuseppe Sposo della Beata Vergine Maria
- Suore domenicane di San Giuseppe
- Suore francescane di San Giuseppe, di Chennai
- Suore francescane di San Giuseppe, di Curitiba
- Suore francescane di San Giuseppe, di Hamburg
- Suore francescane di San Giuseppe, di Stevens Point
- Suore francescane missionarie di San Giuseppe
- Suore giuseppine della carità
- Suore medico missionarie di San Giuseppe
- Suore murialdine di San Giuseppe
- Suore povere bonaerensi di San Giuseppe
- Vergini di San Giuseppe o Istituto Tavelli

## Al cinema
| Anno | Film                                                                           | Attore                                                                 | Note                                        |
| ---- | ------------------------------------------------------------------------------ | ---------------------------------------------------------------------- | ------------------------------------------- |
| 1903 | La vie et la passion de Jésus Christ                                           | Monsieur Moreau                                                        |                                             |
| 1912 | From the Manger to the Cross; or, Jesus of Nazareth                            | Montague Sidney                                                        |                                             |
| 1912 | The Star of Bethlehem                                                          | James Cruze                                                            | Cortometraggio                              |
| 1913 | The Three Wise Men                                                             | William A. Seiter                                                      |                                             |
| 1914 | La Passion                                                                     | Gabriel Moreau                                                         |                                             |
| 1918 | Restitution                                                                    | Frederick Vroom                                                        |                                             |
| 1921 | Behold the Man                                                                 | Monsieur Moreau                                                        |                                             |
| 1925 | A Tale of the Christ                                                           | Winter Hall                                                            |                                             |
| 1942 | Himlaspelet                                                                    | Björn Berglund                                                         |                                             |
| 1946 | Maria di Magdala (María Magdalena, pecadora de Magdala)                        | Arturo Soto Rangel                                                     |                                             |
| 1948 | Reina de reinas: La Virgen María                                               | Luis Mussot                                                            |                                             |
| 1949 | "A Child Is Born", episodio della serie Actor's Studio                         | Howard Wierum                                                          |                                             |
| 1950 | "A Child Is Born", episodio della serie Lux Video Theatre                      | Alan Shayne                                                            |                                             |
| 1951 | A Time to Be Born                                                              | John Le Mesurier                                                       | Film TV                                     |
| 1951 | "A Child Is Born", episodio della serie Lux Video Theatre                      | Ernest Graves                                                          |                                             |
| 1952 | "A Child Is Born", episodio della serie Lux Video Theatre                      | Alan Shane                                                             |                                             |
| 1952 | "The Play of the Nativity of the Child Jesus", episodio della serie Studio One | Paul Tripp                                                             |                                             |
| 1954 | Il figlio dell'uomo                                                            | Gaetano Diana                                                          |                                             |
| 1955 | Away in a Manger                                                               | Tristan Rawson                                                         | Film televisivo                             |
| 1959 | Ben-Hur (Ben-Hur)                                                              | Laurence Payne                                                         |                                             |
| 1960 | Joyful Hour                                                                    | Nelson Leigh                                                           | Film televisivo                             |
| 1961 | Bibliska bilder                                                                | Jackie Söderman                                                        | Film televisivo                             |
| 1961 | Il re dei re (King of Kings)                                                   | Gérard Tichy                                                           |                                             |
| 1964 | Il Vangelo secondo Matteo                                                      | Marcello Morante                                                       |                                             |
| 1965 | La più grande storia mai raccontata (The Greatest Story Ever Told)             | Robert Loggia                                                          |                                             |
| 1966 | L'enfance du Christ                                                            | Theodore Uppman                                                        | Film TV                                     |
| 1970 | Hola... señor Dios                                                             | José María Blanco                                                      |                                             |
| 1972 | "The Coming of the Kings", episodio della serie Jackanory Playhouse            | Barry Wilsher                                                          |                                             |
| 1975 | Il Messia                                                                      | Yatsugi Khelil                                                         |                                             |
| 1977 | Gesù di Nazareth                                                               | Yorgo Voyagis                                                          | Sceneggiato televisivo                      |
| 1977 | Gesù di Nazareth                                                               | Yorgo Voyagis                                                          | Riduzione cinematografica dello sceneggiato |
| 1978 | L'asinello (The Small One)                                                     | Gordon Jump                                                            | Cortometraggio                              |
| 1978 | Nel silenzio della notte (The Nativity)                                        | John Shea                                                              | Film televisivo                             |
| 1979 | De verrijzenis van Ons Heer                                                    | Leo Haelterman                                                         | Film televisivo                             |
| 1979 | Jesus (Jesus)                                                                  | Joseph Shiloach                                                        |                                             |
| 1979 | Maria e Giuseppe - Una storia d'amore (Mary and Joseph: A Story of Faith)      | Jeff East                                                              | Film televisivo                             |
| 1979 | Follow the Star                                                                | Martin Smith                                                           | Film televisivo                             |
| 1980 | La vida de nuestro señor Jesucristo                                            | Guillermo Murray                                                       |                                             |
| 1985 | The Fourth Wise Man                                                            | Adam Arkin                                                             | Film televisivo                             |
| 1986 | L'enfance du Christ                                                            | William Shimell                                                        | Film televisivo                             |
| 1986 | Jesus - Der Film                                                               | Jürgen Brauch                                                          |                                             |
| 1987 | Un bambino di nome Gesù                                                        | Bekim Fehmiu                                                           | Film televisivo                             |
| 1987 | The King Is Born                                                               | Maikel Bailey                                                          | Uscito in home video                        |
| 1987 | The Nativity                                                                   | Gregory Harrison                                                       | Uscito in home video                        |
| 1993 | The Visual Bible: Matthew                                                      | Tony Caprari                                                           |                                             |
| 1993 | Per amore, solo per amore                                                      | Diego Abatantuono                                                      |                                             |
| 1995 | Así en el cielo como en la tierra                                              | Manuel Alexandre                                                       |                                             |
| 1995 | Marie de Nazareth                                                              | Francis Lalanne                                                        |                                             |
| 1999 | Cosas que olvidé recordar                                                      | Jaime Oriol                                                            |                                             |
| 1999 | Maria, madre di Gesù (Mary, Mother of Jesus)                                   | David Threlfall                                                        | Film televisivo                             |
| 1999 | Jesus (Jesus)                                                                  | Armin Mueller-Stahl                                                    | Film televisivo                             |
| 2000 | Maria, figlia del suo figlio                                                   | Nancho Novo                                                            | Film televisivo                             |
| 2000 | Giuseppe di Nazareth                                                           | Tobias Moretti                                                         | Film televisivo                             |
| 2000 | The Testaments: Of One Fold and One Shepherd                                   | David Sturdevant                                                       |                                             |
| 2003 | Jesus, min søn                                                                 | Ebbe Trenskow                                                          | Uscito in home video                        |
| 2004 | The Messiah: Prophecy Fulfilled                                                | Jonathan Watton                                                        | Uscito in home video                        |
| 2004 | AD/BC: A Rock Opera                                                            | Richard Ayoade                                                         | Film televisivo                             |
| 2005 | The Silent Saint                                                               | Serdar Kalsin                                                          | Film televisivo                             |
| 2005 | The First Christmas                                                            | Dallyn Vail Bayles                                                     | Uscito in home video                        |
| 2006 | The Very First Noel                                                            | Ernie Gilbert                                                          | Uscito in home video                        |
| 2006 | Nativity (The Nativity Story)                                                  | Oscar Isaac                                                            |                                             |
| 2006 | La sacra famiglia                                                              | Alessandro Gassmann                                                    | Film televisivo                             |
| 2010 | Io sono con te                                                                 | Mustapha Benstiti                                                      |                                             |
| 2010 | Nemyslís, Zaplatís                                                             | Zdenek Beran                                                           |                                             |
| 2010 | Mary's Song                                                                    | James Constantine                                                      |                                             |
| 2010 | The Nativity                                                                   | Andrew Buchan                                                          | Miniserie televisiva                        |
| 2011 | Episodio 2x5 della serie Tegen de sterren op                                   | Jonas Van Geel                                                         |                                             |
| 2012 | Maria di Nazaret                                                               | Luca Marinelli                                                         | Film televisivo                             |
| 2013 | The Immaculate Confession                                                      | Evangelos Giovanis                                                     | Cortometraggio                              |
| 2013 | "Il Messia", episodio della miniserie La Bibbia (The Bible)                    | Joe Coen                                                               | Miniserie televisiva                        |
| 2014 | The Gospel of Matthew                                                          | Abdellatif Chaouqi                                                     |                                             |
| 2014 | Son of God                                                                     | Joe Coen                                                               |                                             |
| 2014 | The Desire of Ages                                                             | Nathaniel Smith                                                        |                                             |
| 2014 | No Ordinary Shepherd                                                           | Adam Johnson                                                           | Uscito in home video                        |
| 2017 | Gli eroi del Natale                                                            | Giuseppe appare anche in questa rivisitazione della nascita del figlio |                                             |
|      |                                                                                |                                                                        |                                             |

### Riferimenti
1. ↑  (EN) Leonardo Boff, Saint Joseph: The Father of Jesus in a Fatherless Society, Wipf and Stock Publishers, 2009,  p. 34, ISBN 9781606080078.
«Padre legittimo, perché convive con Maria, la madre di Gesù. Attraverso questo titolo Maria è risparmiata da false supposizioni e Gesù da origini spurie.»
2. ↑   Lc 3,23, su La Parola - La Sacra Bibbia in italiano in Internet.
3. ↑   Matteo 13,55, su La Parola - La Sacra Bibbia in italiano in Internet.
4. ↑  David A. Fiensy, Jesus The Galileian:sounding in a first century life, Gorgias Press, 2007.
5. ↑  Robrt Aron, Gli anni oscuri di Gesù, Mondadori, 1963.
6. ↑   Marco 6,3, su laparola.net.
7. ↑   Matteo 13,55, su laparola.net.
8. ↑   Salmi 129, su La Parola - La Sacra Bibbia in italiano in Internet.
9. ↑   Gv6,41-59, su La Parola - La Sacra Bibbia in italiano in Internet.
10. ↑  Encyclopedia of the Historical Jesus, Taylor & Francis Group, New York, 2008
11. ↑   Luca 3,23-38, su La Parola - La Sacra Bibbia in italiano in Internet.
12. ↑   Matteo 1,1-16, su La Parola - La Sacra Bibbia in italiano in Internet.
13. ↑  Luca 1,26-27.
14. ↑   Matteo 1,19, su laparola.net.
15. ↑  Matteo 1,20-21
16. ↑   Luca 2,7, su laparola.net.
17. ↑   Lc 2,8, su laparola.net.
18. ↑   Matteo 2,11, su laparola.net.
19. ↑   Lc 2,22;2,39, su La Parola - La Sacra Bibbia in italiano in Internet.
20. ↑   Mt 2,16, su La Parola - La Sacra Bibbia in italiano in Internet.
21. ↑  James H. Charlesworth, The Historical Jesus:An Essential Guide, Abingdon Press, 2008.
22. ↑  Rinaldo Fabris, Gesù di Nazaret. Storia e interpretazione, Cittadella, Assisi, 1983.
23. ↑  Francesco di Sales, citato in Vittorio Messori, Ipotesi su Maria, Edizioni Ares, Milano 2005, p. 383.
24. ↑   Matteo 27,52, su La Parola - La Sacra Bibbia in italiano in Internet.
25. ↑  Vittorio Messori, Ipotesi su Maria, Edizioni Ares, Milano 2005, pp. 382-383.
26. 1 2  Protovangelo di Giacomo cap. IX, 3.
27. ↑   Numeri 5,11-31, su La Parola - La Sacra Bibbia in italiano in Internet.
28. ↑  Vangelo di Tommaso, capp. 12-13.
29. ↑  Vangelo di Tommaso, cap. 16,1.
30. ↑   Matteo 1,24-25, su La Parola - La Sacra Bibbia in italiano in Internet.
31. ↑   Mt 1:18-21, su La Parola - La Sacra Bibbia in italiano in Internet.
32. ↑   Elio Ria, Giuseppe e la sua avventura d'amore, su sitosophia.org, 18 dicembre 2015. URL consultato il 26 marzo 2019 (archiviato il 25 dicembre 2015).
33. ↑   Gianfranco Ravasi, La giustizia di san Giuseppe e l'accoglienza della volontà divina, su famigliacristiana.it, 18 marzo 2019. URL consultato il 4 maggio 2019 (archiviato il 22 marzo 2017).
34. ↑   Gv 1,45, su La Parola - La Sacra Bibbia in italiano in Internet.
35. ↑  Redemptoris Custos, n. 21.
36. ↑   Pio XII, Discorso in occasione della solennità di San Giuseppe artigiano, su vatican.va, dal sito ufficiale della Santa Sede, 1955. URL consultato il 1º maggio 2024.
37. ↑   Santa Famiglia di Gesù, Maria e Giuseppe, su santiebeati.it. URL consultato il 30 dicembre 2012.
38. ↑   LIZZANOplus: Riti popolari per San Giuseppe, su lizzanoplus.blogspot.com. URL consultato il 4 maggio 2019 (archiviato dall'url originale il 2 agosto 2018).
39. ↑   Articoli, su comune.bobbio.pc.it, Comune di Bobbio. URL consultato il 2 marzo 2023 (archiviato dall'url originale il 15 dicembre 2013).
40. ↑  De Luca 1915
41. ↑   San Giuseppe e le tradizioni, su palermoviva.it. URL consultato l'11 ottobre 2017.
42. ↑  (ES) UNESCO - La fiesta de las Fallas de Valencia, su ich.unesco.org. URL consultato il 24 febbraio 2019.
43. ↑  Dal sito della Santa Sede
44. ↑   Il Sacro Manto, la preghiera che onora san Giuseppe, su lanuovabq.it. URL consultato il 5 dicembre 2021.
45. ↑   Nuove invocazioni nelle Litanie in onore di San Giuseppe, su Bollettino della Sala Stampa della Santa Sede, 1º maggio 2021. URL consultato il 1º maggio 2021.
46. ↑   Lettera della Congregazione per il Culto Divino e la Disciplina dei Sacramenti ai Presidenti delle Conferenze dei Vescovi circa nuove invocazioni nelle Litanie in onore di San Giuseppe, su Bollettino della Sala Stampa della Santa Sede, 1º maggio 2021. URL consultato il 1º maggio 2021.
47. ↑  Rif. a cura di Almerinda Di Benedetto, Il Real Monte e Arciconfraternita di San Giuseppe dell'Opera di Vestire i Nudi - La carità tra fede, arte e storia (1740-1890), p. 69.
48. ↑   Rino Cammilleri, Le lacrime di Maria, Mondadori, 2013, ISBN 978-88-04-63074-6., pp.148-150.
49. ↑   L'unico caso di un’apparizione di San Giuseppe riconosciuta dalla Chiesa, su it.aleteia.org. URL consultato il 22 febbraio 2021.
50. ↑   Decreto, su vatican.va. URL consultato il 3 dicembre 2021.
51. ↑   Ecco come ottenere le indulgenze in questo Anno di San Giuseppe, su it.aleteia.org. URL consultato il 3 dicembre 2021.
52. ↑  (DE) EDS - Heiliger Josef – Patron aller Arbeitenden, su eds.at. URL consultato il 24 luglio 2024.
53. ↑  (HR) Nacionalno svetište sv. Josipa, su karlovac-touristinfo.hr, City of Karlovac Tourist Board (archiviato dall'url originale il 13 maggio 2014).
54. ↑  (HR) U Josipovu svetištu obilježen Dan Karlovačke županije, su ika.hkm.hr, Informative Catholic Agency, 25 aprile 2024.